# Histoire de Bali

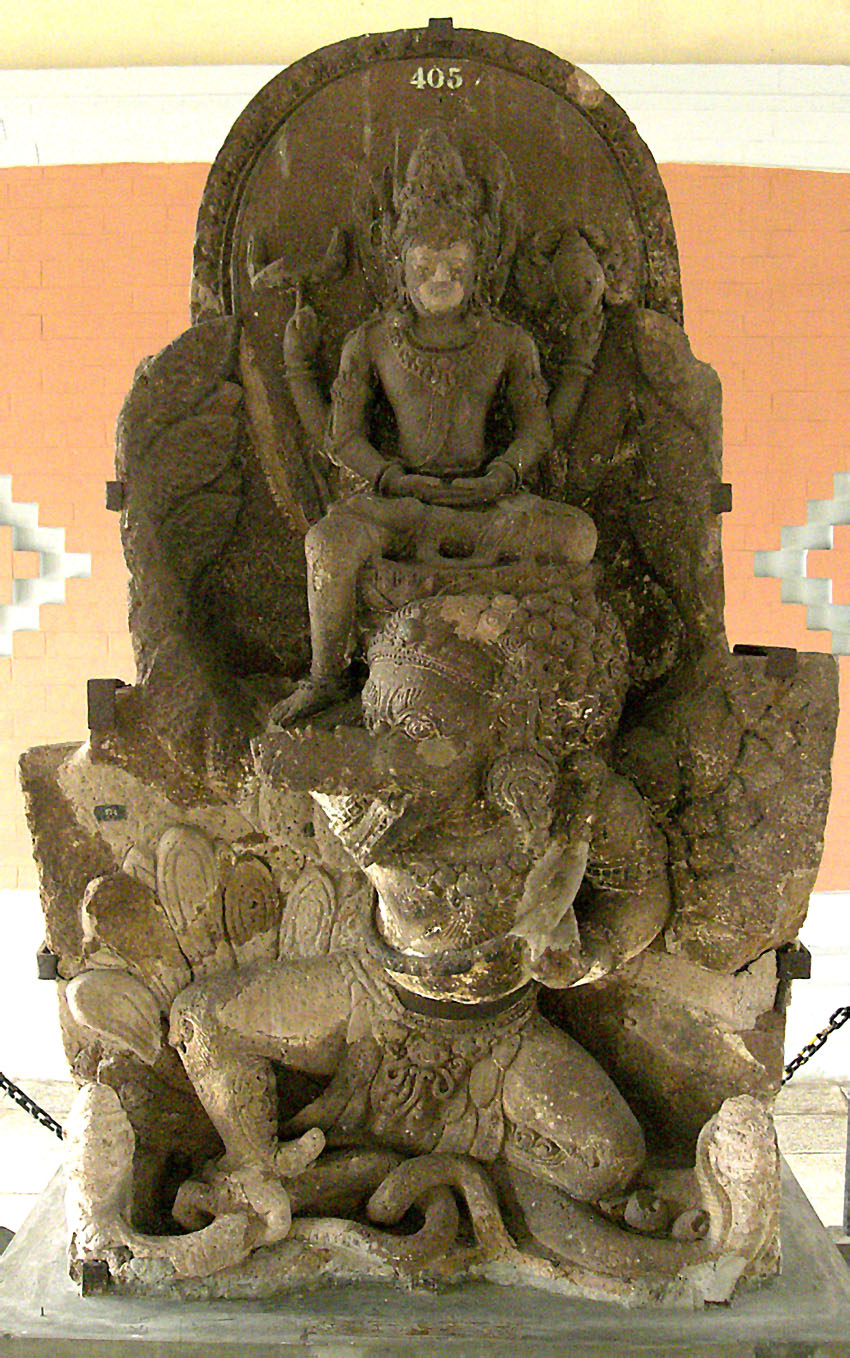
Airlangga, roi de Janggala (est de Java) au XIe siècle, fils d'un prince balinais

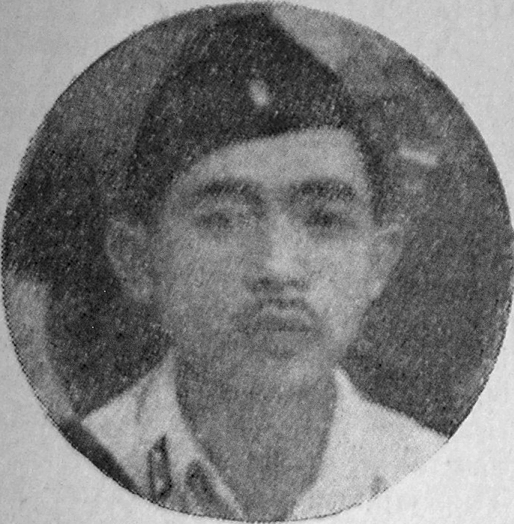
I Gusti Ngurah Rai (1917-1946), Balinais et Héros national d'Indonésie

L'histoire de Bali couvre une période s'étendant du Paléolithique à nos jours. Elle est nécessairement liée à celle des îles voisines et plus généralement, de l'archipel indonésien. En particulier, Bali a une histoire commune avec l'Est de Java au moins à partir du XIe siècle, avec l'avènement du roi Airlangga dont le père, le prince Udayana, était balinais, jusqu'à 1770, date à laquelle le dernier prince de Blambangan, vassal des rois balinais, se convertit à l'islam sous la pression des Hollandais de la VOC, qui souhaitait soustraire l'est de Java à l'influence balinaise.

## Préhistoire et Protohistoire: du Paléolithique à l'âge du bronze

### Occupations paléolithique et mésolithique
Située dans l'archipel des îles de la Sonde, Bali (petites îles de la Sonde) fut reliée à Java (grandes îles de la Sonde) de nombreuses fois au cours de son histoire. Aujourd'hui, les deux îles ne sont séparées que par les 2,4 km du détroit de Bali.
L'ancienne occupation de Java elle-même est accréditée par la découverte de l'homme de Java, daté entre 1,7 et 0,7 million d'années, l'un des premiers spécimens connus de l'Homo erectus. Bali fut également habitée à l'époque paléolithique (1 million à 200 000 ans avant notre ère), occupation attestée par la découverte d'anciens outils comme des haches, trouvées dans les desa de Sembiran (id) et Trunyan (id),.
Selon les estimations, on pense que des migrations de l'homme moderne ont lieu d'Asie vers l'Australie entre 40 000 et 70 000 ans avant le présent. À l'époque en effet, avec la dernière glaciation, le niveau de la mer était beaucoup plus bas qu'aujourd'hui. Ces migrations constituent le premier peuplement de ce qui est aujourd'hui  l'archipel indonésien. Une période mésolithique (jusqu'à 3 000 avant notre ère) est ainsi identifiée à Bali, caractérisée par des restes de nourriture provenant de la cueillette et de la chasse. Cette période donne des outils plus sophistiqués, comme des pointes de flèches ou des outils en os d'animaux ou de poissons. Les habitants vivaient dans des grottes provisoires comme celles trouvées sur les collines de Pecatu (en) dans le kabupaten de Badung, comme les grottes de Selanding et Karang Boma

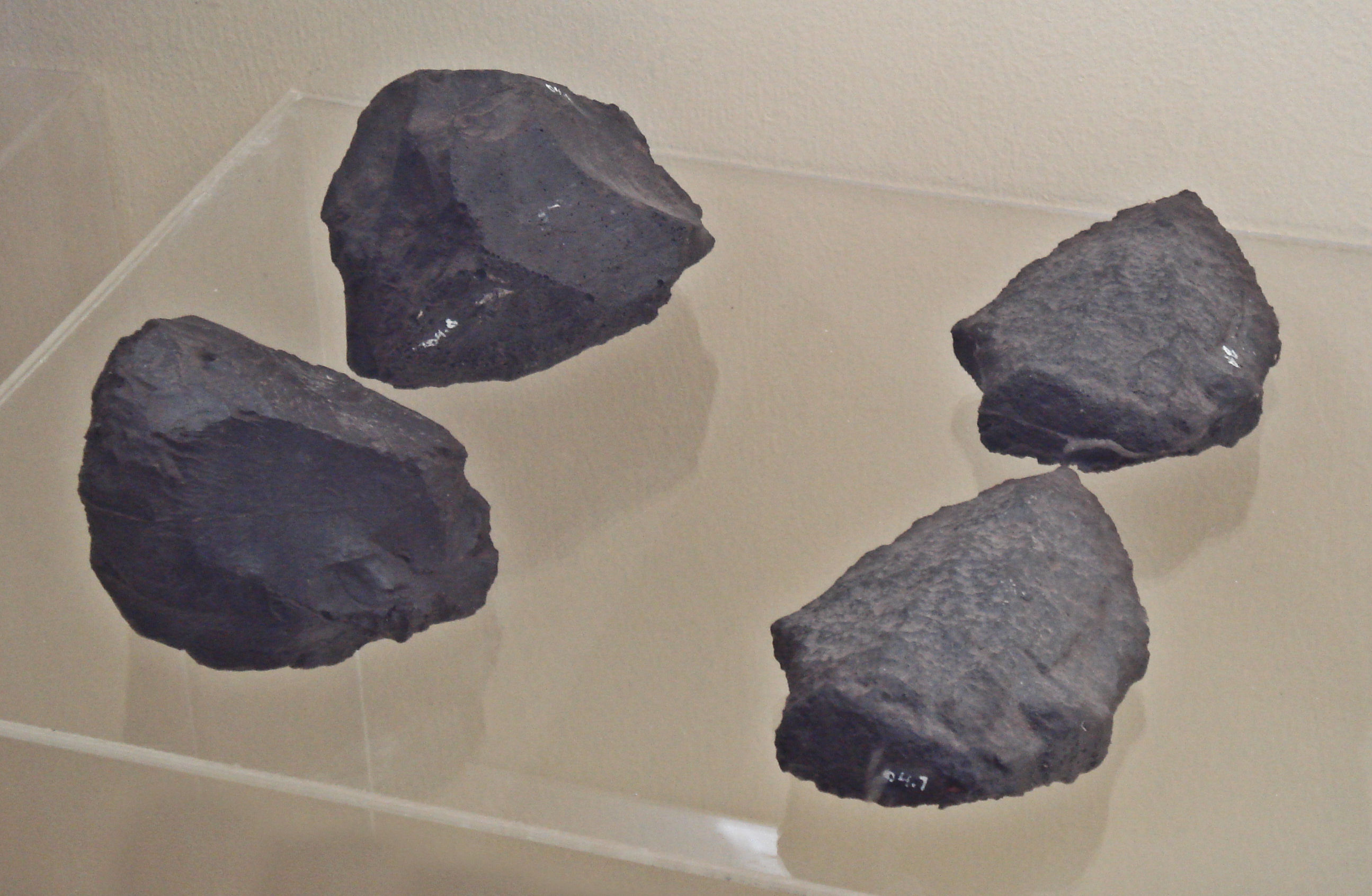
Haches paléolithiques trouvées dans les desa de Sembiran (id) et Trunyan (id) (musée de Bali (en)).
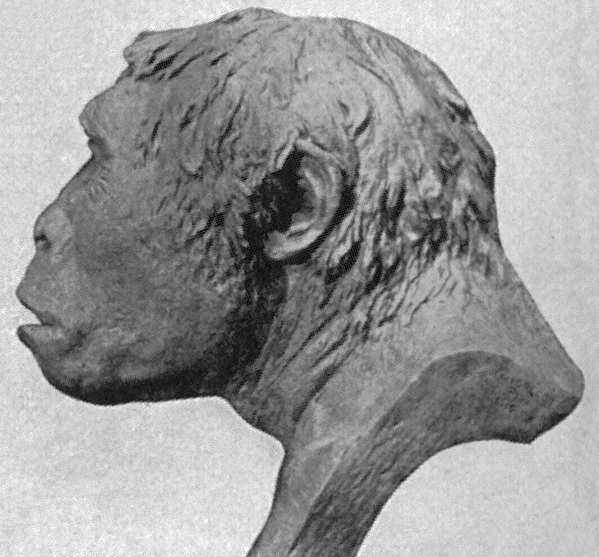
Homme de Java (reconstitution).
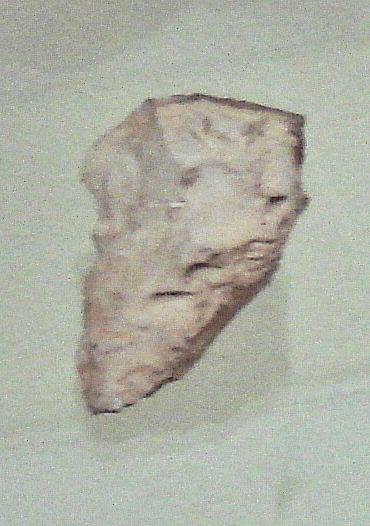
Pointes de flèches mésolithiques (musée de Bali)

### Néolithique: les migrations austronésiennes (3000-600 avant notre ère)
Il y a environ 4 000 ans, des populations migrent des régions côtières de la Chine du Sud vers l'île de Taïwan. Il y a 3 500 ans, des groupes commencent à migrer de Taïwan vers les Philippines. Plus tard, de nouvelles migrations ont lieu des Philippines vers le sud et l'archipel indonésien. Ces populations parlent des langues austronésiennes, dont on considère désormais que le berceau est Taïwan. Ces nouveaux arrivants apportent à l'archipel indonésien une culture néolithique caractérisée par les technologies de la navigation et de la culture du riz. Leurs outils comprennent de herminettes rectangulaires et des poteries au décor rouge.
Les forêts et les jungles sont défrichées pour l'établissement des cultures et des villages. Ces nouveaux habitants fabriquent aussi des objets tressés. Un petit bateau est également trouvé. Leurs habitudes culinaires comprennent la consommation du porc et la mastication du betel. Ils semblent  s'être concentrés sur le culte des montagnes. Ils enterrent certains de leurs morts les plus prestigieux dans des sarcophages en pierre ovale, sculptés de têtes humaines ou de figures zoomorphes. Les corps sont toujours déposés dans la position du sommeil ou repliés en deux ou trois pour être plus compacts.
Un important site archéologique du Néolithique se trouve à Cekik (au nord-ouest du kabupaten de Jembrana et au sud du kelurahan de Gilimanuk). Ces mêmes Austronésiens ont sans doute poursuivi leur expansion vers l'est et occupé les îles de Mélanésie et de Polynésie il y a environ 2 000 ans. Les traits culturels de cette période sont encore visibles dans la culture balinaise d'aujourd'hui, la reliant aux cultures du Sud-est asiatique et de l'océan Pacifique.

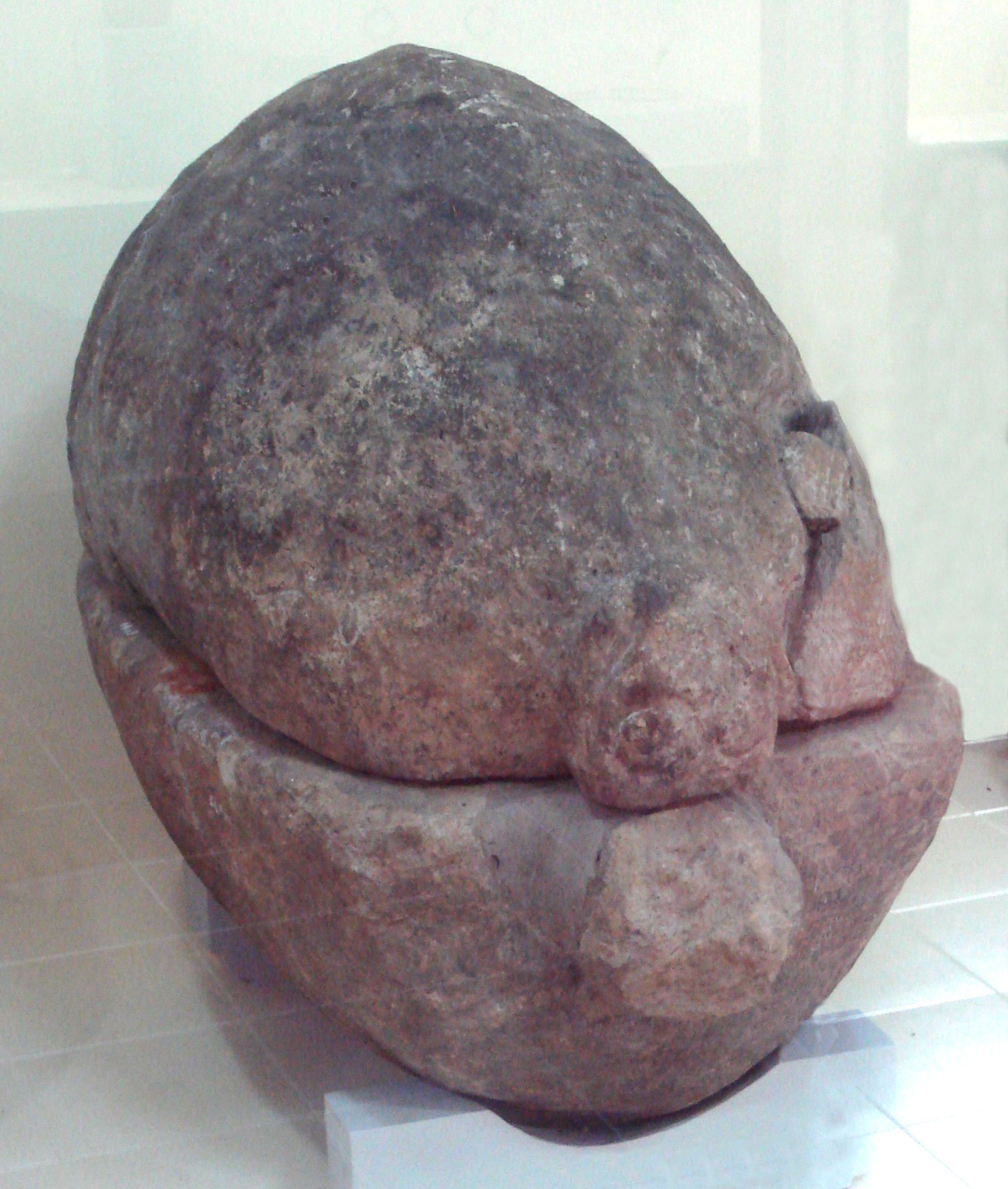
Sarcophage en pierre du Néolithique, (musée de Bali (en)).
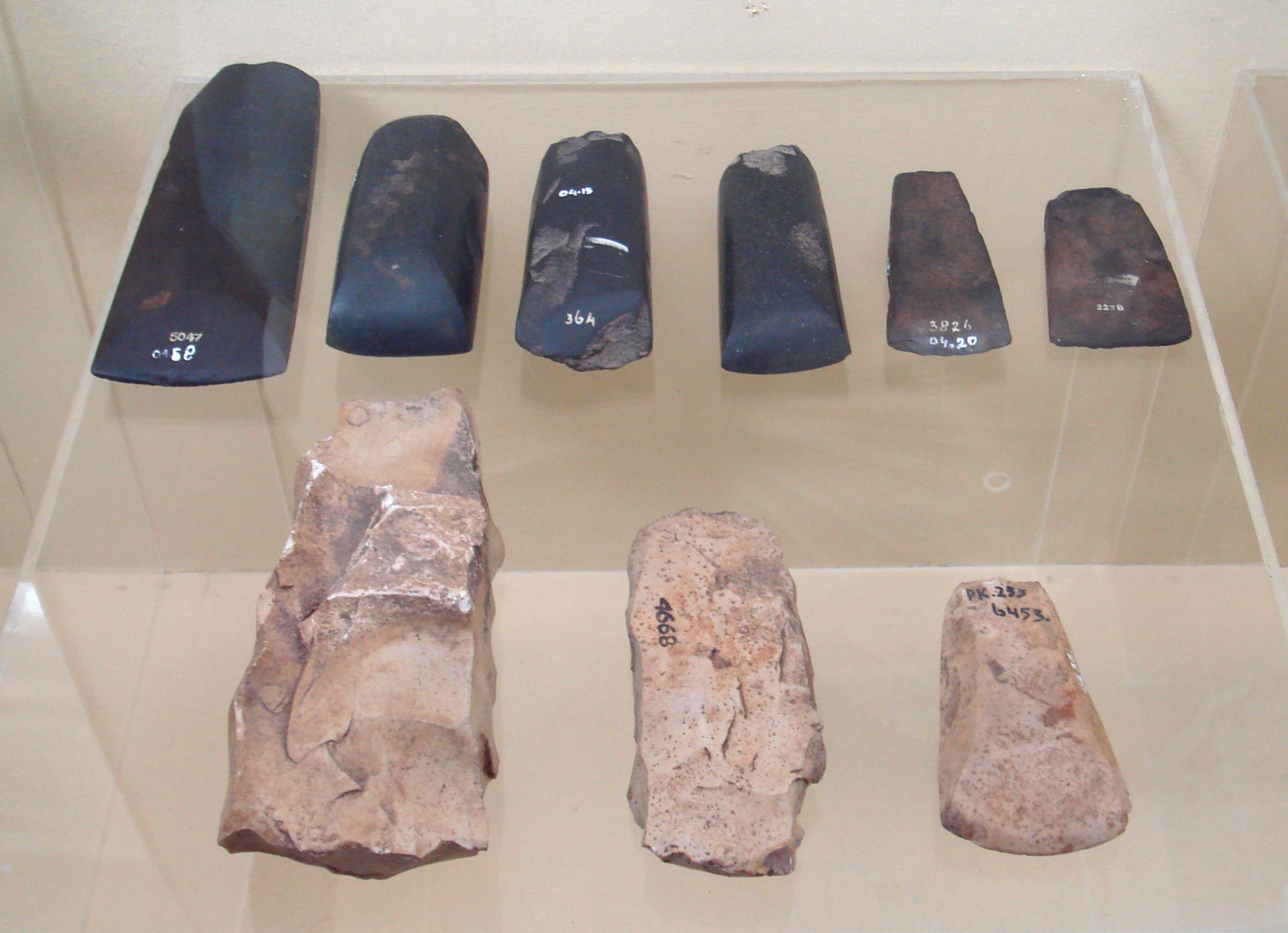
Outils en pierre du Néolithique, Bali
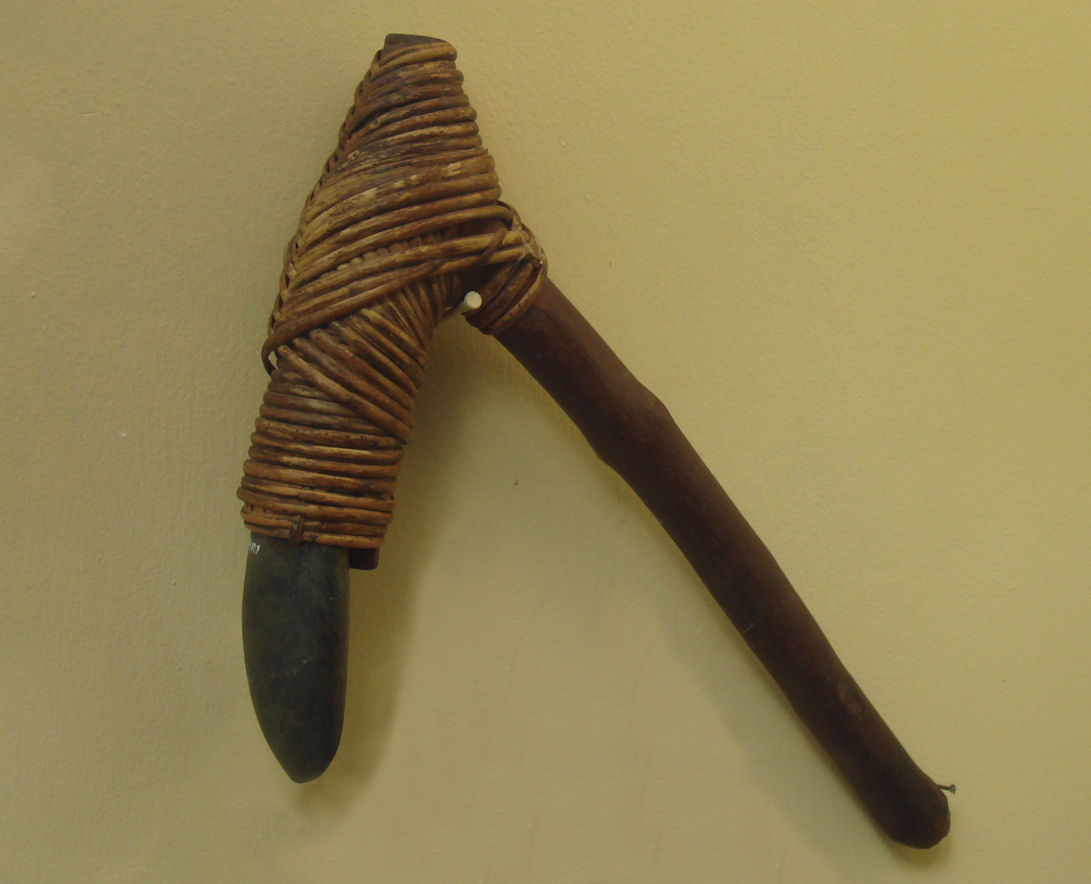
Reconstitution d'un outil du Néolithique pour la culture, Bali

### Âge du bronze: l'arrivée de la culture Dong Son (600 avant notre ère - 800)
Une période de l'âge du bronze fait suite, d'environ 600 avant notre ère à 800. Entre les VIIIe et IIIe siècles av. J.-C., l'île de Bali acquiert les techniques métallurgiques Dong Son qui se sont propagées depuis le Nord du Viêt Nam.
Ces techniques consistent à couler des modèles sophistiqués dans des moules comportant des spirales ou des motifs anthropomorphes. Des fragments de moules trouvés dans le pura du desa de Manuaba, dans le kabupaten de Gianyar, ont permis de supposer que ces outils étaient fabriqués localement plutôt qu'importés La matière première nécessaire pour obtenir du bronze (le cuivre et l'étain) a cependant dû être importée, n'existant pas sur Bali.
De nombreux outils et armes sont réalisés (haches, instruments de cuisine, bijoux) et des tambours de cérémonie de cette période sont également trouvés en abondance, comme la Lune de Pejeng, le plus grand tambour de cérémonie découvert dans le Sud-Est asiatique, daté d'environ 300 avant notre ère,,.
Les sarcophages en pierre sont encore en usage durant cette période, à l'intérieur desquels ont été découverts des artefacts en bronze.

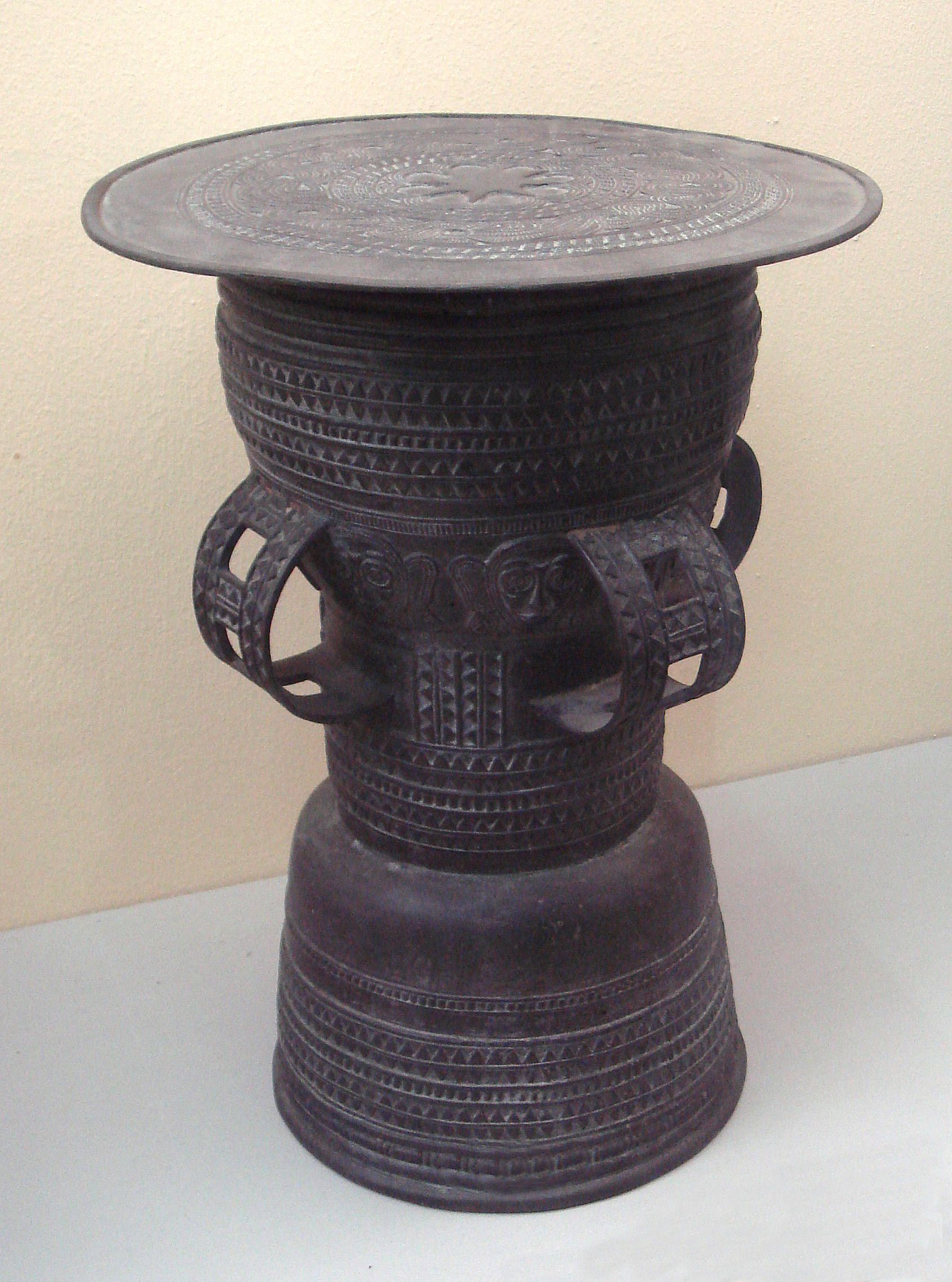
Tambour de cérémonie de l'âge du bronze, Bali.
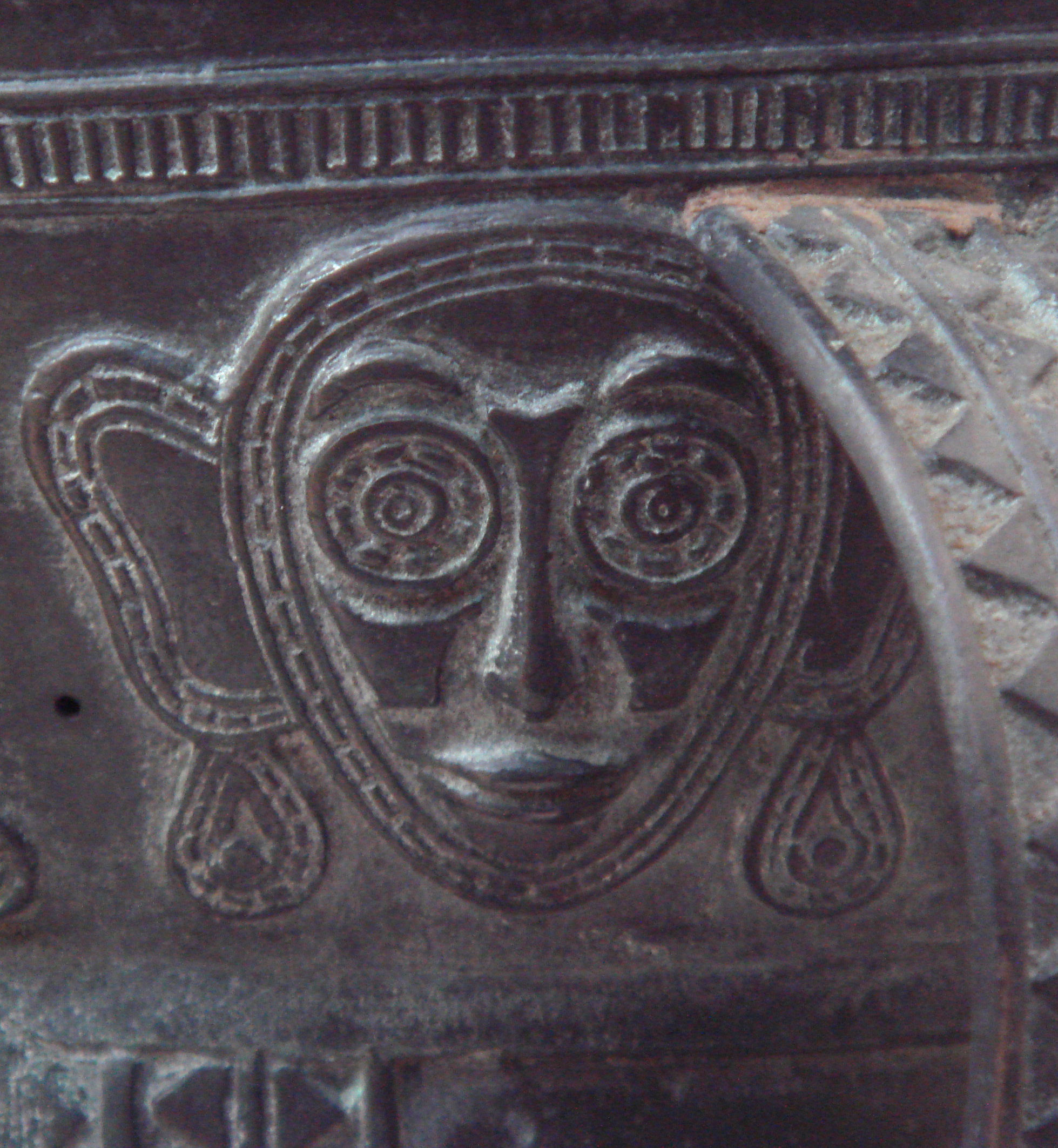
Dessin anthropomorphe sur un tambour de l'âge du bronze, Bali
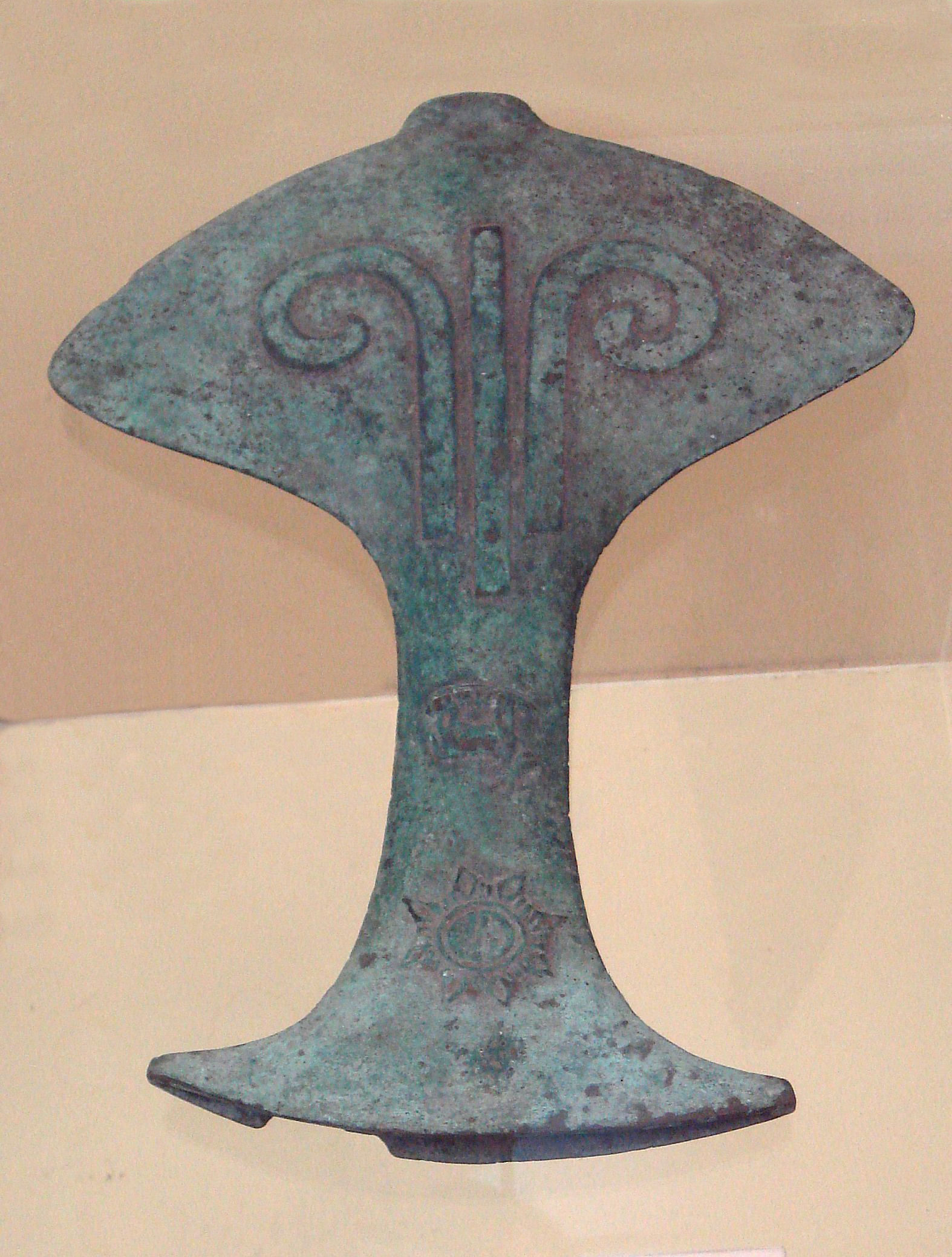
Lance de l'âge du bronze.
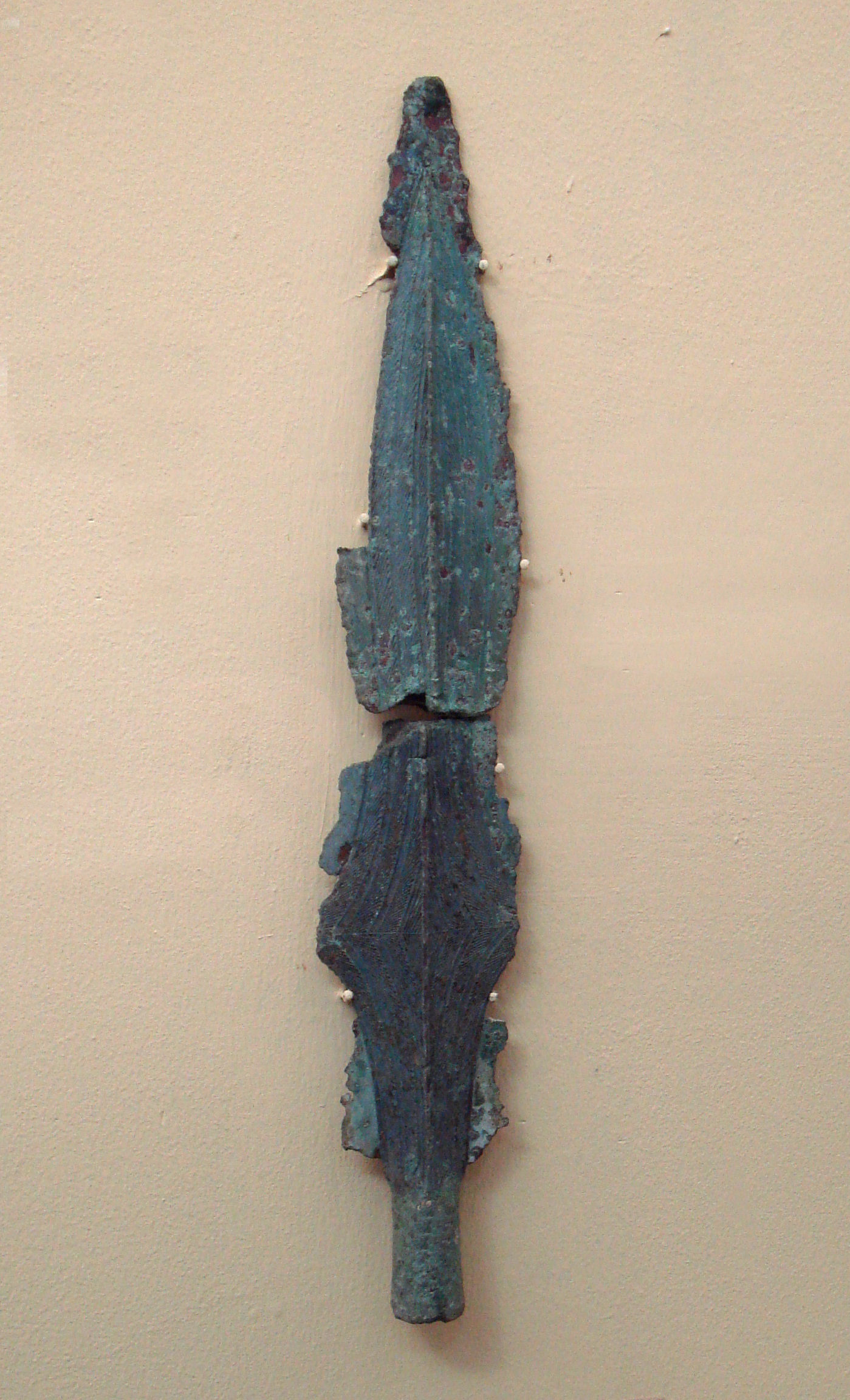
Pointe de lance décorée.
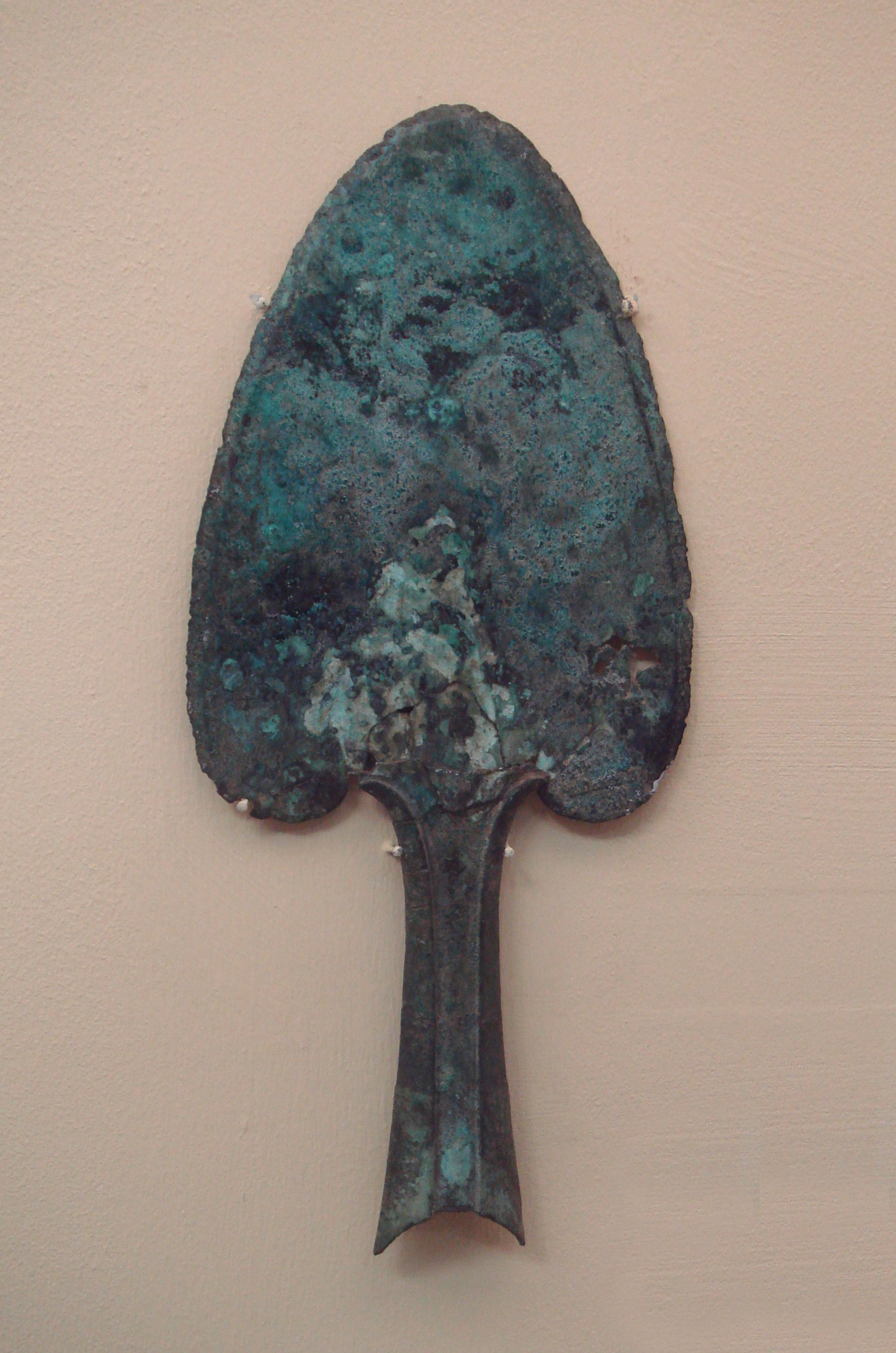
Pointe de lance en forme de cœur.
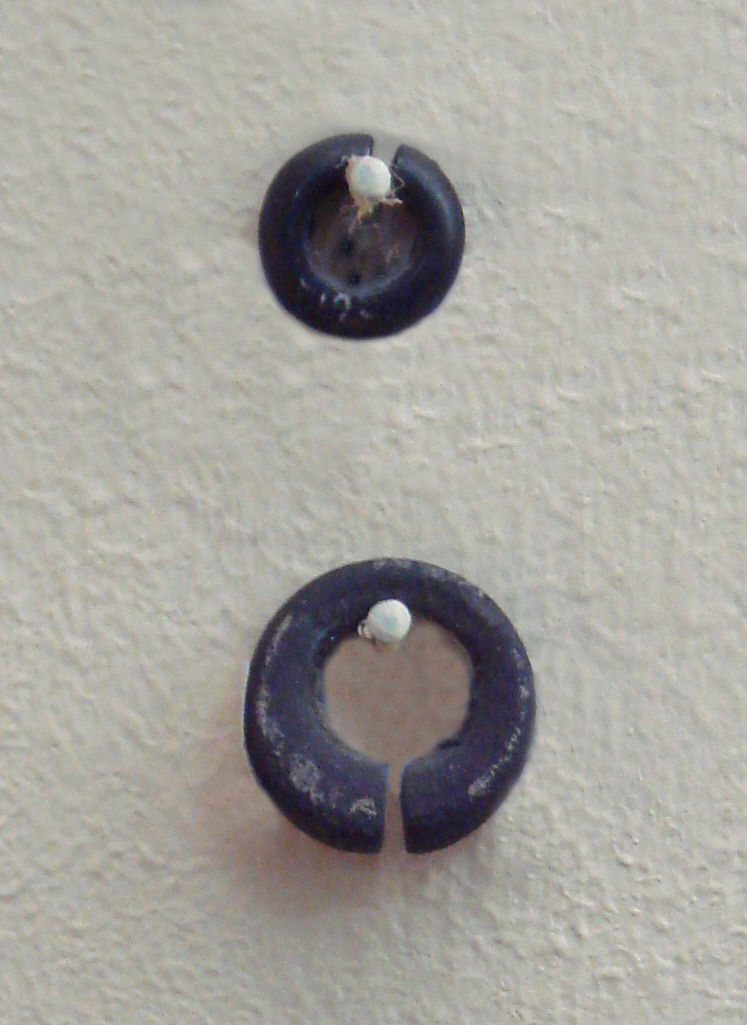
Boucles d'oreilles en bronze.

## La période classique

### L'indianisation

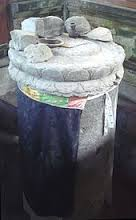
La charte de Blanjong

L'anthropologue allemand Martin Ramstedt du Max-Planck-Institut für ethnologische Forschung rappelle que l'« hindouisme » était inconnu dans l'archipel jusqu'à ce que des orientalistes et des théosophes européens le « projettent » sur les cultures javanaise et balinaise. Au XIXe siècle en effet, des savants européens construisent un hindouisme « religion mondiale. » Des savants allemands, britanniques et hollandais voyaient des traces d'hindouisme et de bouddhisme « indien » dans la littérature en vieux-javanais ainsi que dans des ruines qui venaient d'être découvertes à Java et à Bali. Les Occidentaux qualifièrent Bali de « dernière enclave hindoue dans l'archipel », alors que jusque-là, les Balinais se considéraient comme les héritiers de Majapahit et ne connaissaient même pas le terme « hindou. »
Des fouilles menées en 1987-1989 par l'université Udayana et le Centre national de la recherche en archéologie indonésien sur le site de Sembiran dans le Nord de Bali, ont révélé l'existence d'échanges commerciaux qui remonteraient à la fin du dernier millénaire avant l'ère chrétienne. Ces fouilles ont produit des restes de poterie du type Arikamedu, un site archéologique du Sud de l'Inde. D'autres restes ont ensuite été trouvés sur le site de Pacung, situé non loin de Sembiran. L'analyse de l'ADN d'une dent trouvée parmi ces restes suggère la présence d'un commerçant indien à Bali à la fin du dernier millénaire avant l'ère chrétienne. Des chercheurs de l'université de Western Sydney doutent toutefois que la présence d'Indiens à Bali remonte à 150-200 av. J.-C., comme l'ont suggéré les auteurs de cet article. Ces chercheurs mettent le doigt sur les faiblesses de l'argumentation de l'analyse de cette dent.
L'archéologie montre en tout cas qu'aux Ier et IIe siècles de notre ère, la côte nord de Bali est située sur une grande route commerciale maritime par laquelle les épices des Moluques et le santal des Petites îles de la Sonde sont acheminés vers l'ouest. Bali fait partie d'un réseau de communautés marchandes vishnouites qui inclut l'isthme de Kra dans le sud de l'actuelle Thaïlande (province de Nakhon Si Thammarat) et Kuala Selinsing et le nord de l'actuelle Malaisie (État de Perak) et le sud du Vietnam (province de Quang Nam), le sud de Sumatra et Batujaya dans l'ouest de Java, connecté aux grandes routes maritimes reliant la mer de Chine du Sud, la mer de Java et l'océan Indien.
La période historique ancienne est définie par l'apparition, sous la forme de tablettes d'argile portant des inscriptions bouddhistes, des premiers documents écrits à Bali. Ces inscriptions bouddhistes, trouvées sur l'argile de petites figurines stūpa appelées stupika (en) sont les premières inscriptions écrites connues à Bali et datent d'autour du VIIIe siècle. Certaines de ces stupikas ont été trouvées dans le kabupaten de Gianyar, aux desa de Pejeng, Tatiapi et Blahbatuh.
Cette période est associée à l'arrivée du bouddhisme et de l'hindouisme dans l'île de Bali. Le plus ancien texte balinais connu est la charte de Blanjong (id) (Prasasti Blanjong) , datée de 836 de l'ère Saka, c'est-à-dire 914 de l'ère commune, qui se trouve dans le village de Sanur sur la côte sud de Bali. Rédigée au nom d'un prince du nom d'Adhipatih Sri Kesari (en), elle est écrite en vieux balinais et en sanskrit, la langue des textes sacrés de l'Inde, dans deux écritures, le devanagari indien et l'écriture balinaise (qui était à la fois celle utilisée pour écrire le balinais et le sanskrit). Elle mentionne également le nom d'un lieu nommé Walidwipa, c'est-à-dire "l'île de Bali". Blanjong était probablement un port marchand. La charte témoigne des relations entre Bali et la dynastie Sanjaya (en) du centre de Java. Elle est datée selon le calendrier de l'ère Saka. Selon l'inscription, Sri Kesari était un roi bouddhiste de la dynastie Sailendra dirigeant une expédition militaire pour établir un gouvernement bouddhiste Mahayana à Bali.
Le temple de Goa Gajah date de la même période et montre une combinaison d'iconographie bouddhiste et hindouiste (shivaïte).

### Relations avec la Chine
Les pièces de monnaie chinoises appelées kepeng sont en usage à Bali depuis le VIIe siècle. Le traditionnel Barong est supposé avoir été inspiré par le dragon chinois. On a ainsi trouvé à Blanjong des céramiques de la dynastie Tang.Au XIIe siècle, le roi Jayapangus de Bali est connu pour avoir épousé une princesse chinoise.

### La période javanaise
À la fin du Xe siècle, la langue des inscriptions balinaises n'est plus le vieux-balinais mais le vieux-javanais. Bali développe alors des relations étroites avec sa voisine Java. L'événement charnière de ce processus est le mariage politique entre le roi Udayana Warmadewa (en) de la dynastie Warmadewa (en) de Bali et une princesse javanaise, Mahendradatta (id), sœur du roi javanais Dharmawangsa (en) (règne 985-1006). Une inscription datée de 1041 et gravée sur ce qu'on appelle la Calcutta Stone (id) (ainsi nommée parce qu'elle est préservée à l'Indian Museum de Calcutta), trouvée dans l'est de Java, décline la généalogie de leur fils, le roi javanais Airlangga qui a régné sur l'est de Java de 1016 à 1045. Selon cette inscription, Mahendradatta était la fille du roi Sri Makutawangsawardhana (id), lui-même fils de la reine Sri Isyana Tunggawijaya (id) et Isyana était la fille du roi Mpu Sindok. Airlangga affirmait ainsi être l'arrière-arrière-petit-fils de Sindok, dont on sait qu'il a déplacé sa capitale du centre de Java dans l'est de l'île en 928. Airlangga devient le plus grand souverain de l'Est de Java et règne à la fois sur Java et Bali. La tradition balinaise dit qu'au XIIe siècle, des descendants d'Airlangga ont régné sur Bali, tels Jayasakti (1146–50) et Jayapangus (1178–81).
Bali est encore mentionnée dans des textes javanais entre 1059 et 1205. Toutefois, il n'y a pas de preuve d'intervention directe des Javanais à Bali avant la fin du XIIIe siècle, avec l'invasion du roi Kertanegara de Singasari en 1284[réf. nécessaire]. Kertanegara est tué lors d'une rébellion d'un de ses vassaux, le prince Jayakatwang de Kediri. Le gendre de Kertanegara, Raden Wijaya (en), mate la rébellion. Comme le veut la tradition javanaise lorsqu'un bouleversement frappe un royaume, il en fonde un nouveau, Majapahit.

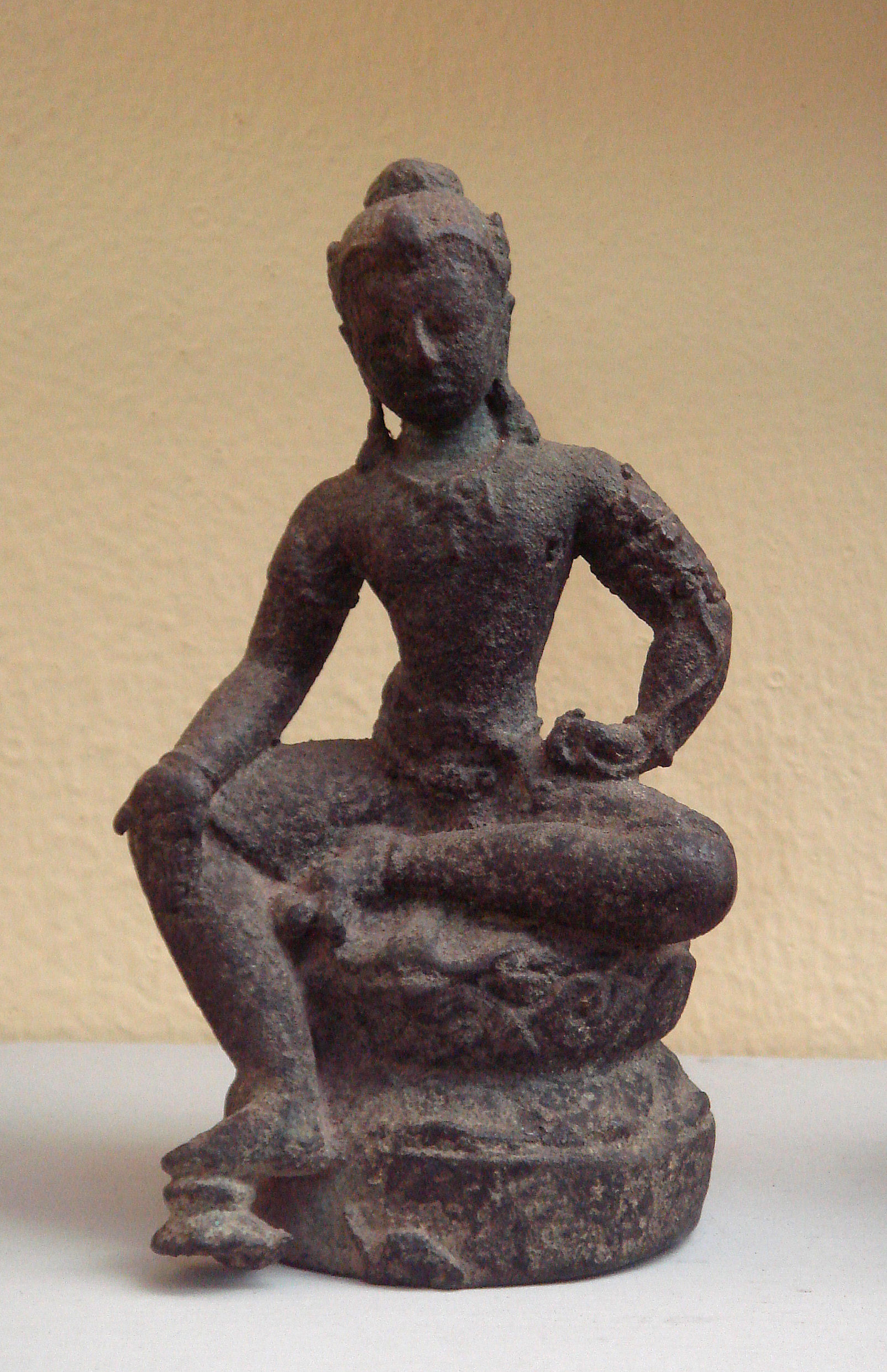
Bouddha Manjusri de la grotte de Goa Gajah, Bali.
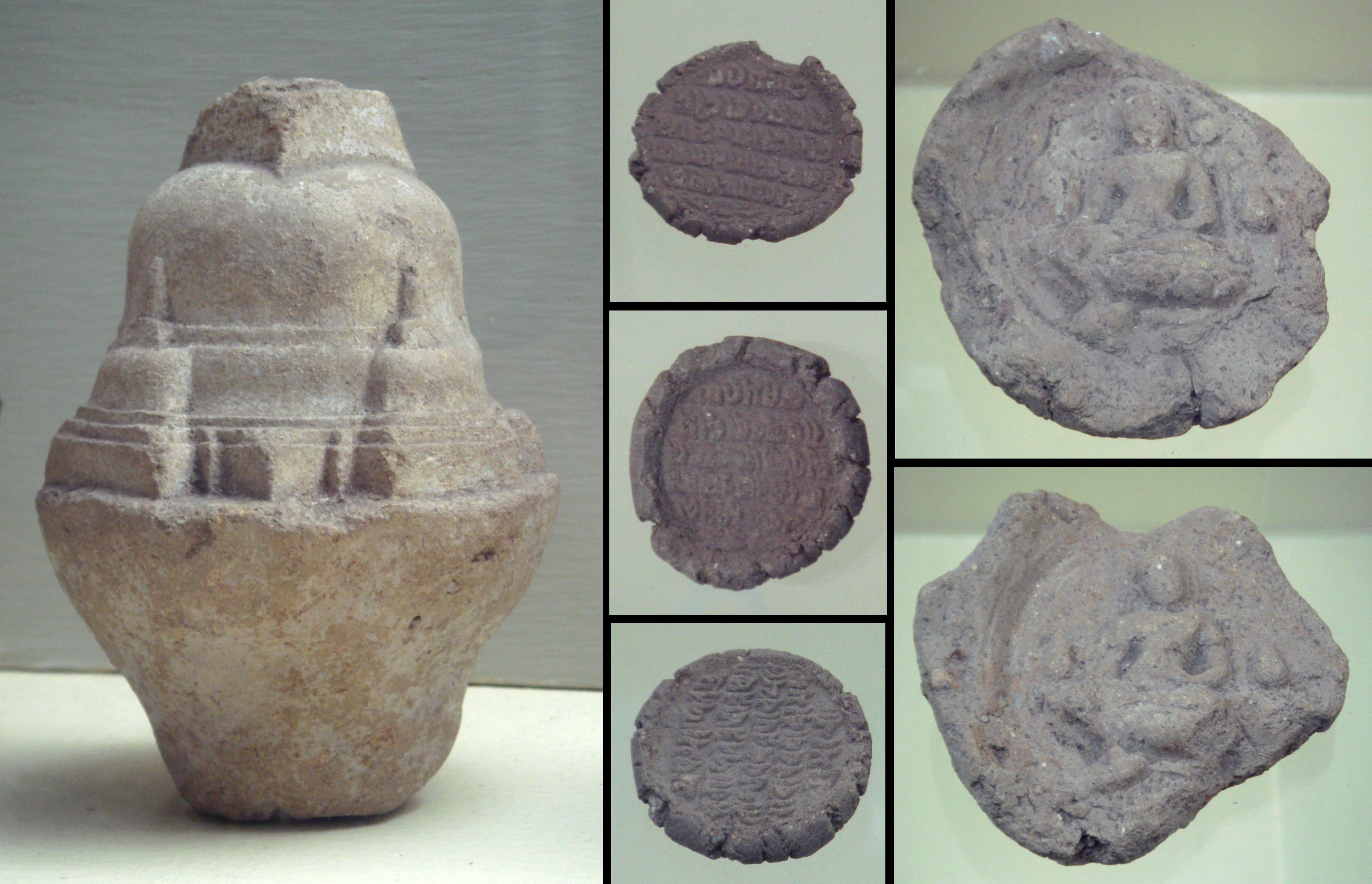
Modèle de stupa d'argile bouddhiste (stupika (en)) à l'intérieur de laquelle ont pu être trouvées des tablettes d'argile avec des textes et des dessins bouddhistes. VIIIe siècle, Bali.
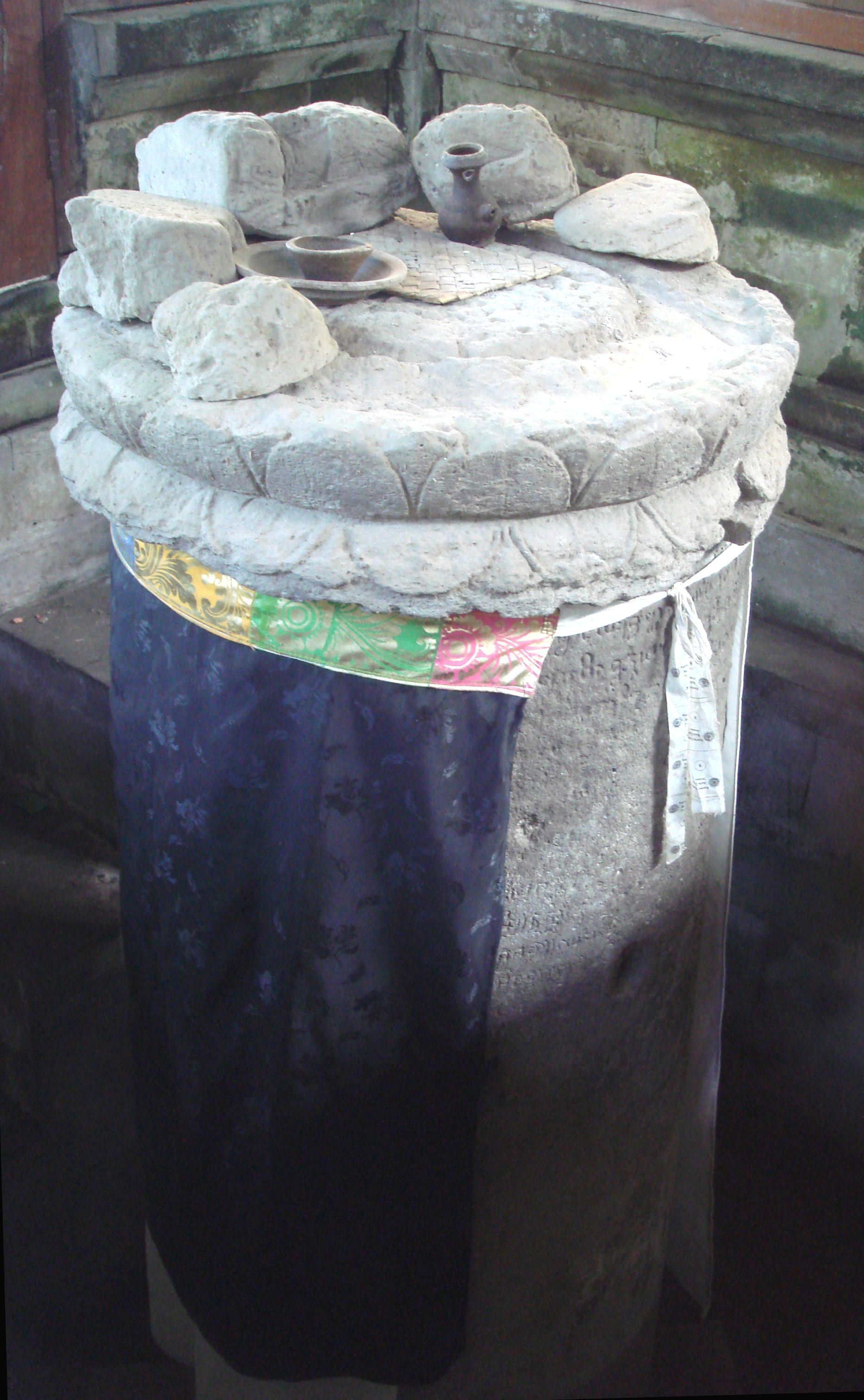
La charte de Blanjong (en) à Sanur date de 914 et témoigne des contacts entre Bali et le sous-continent indien.
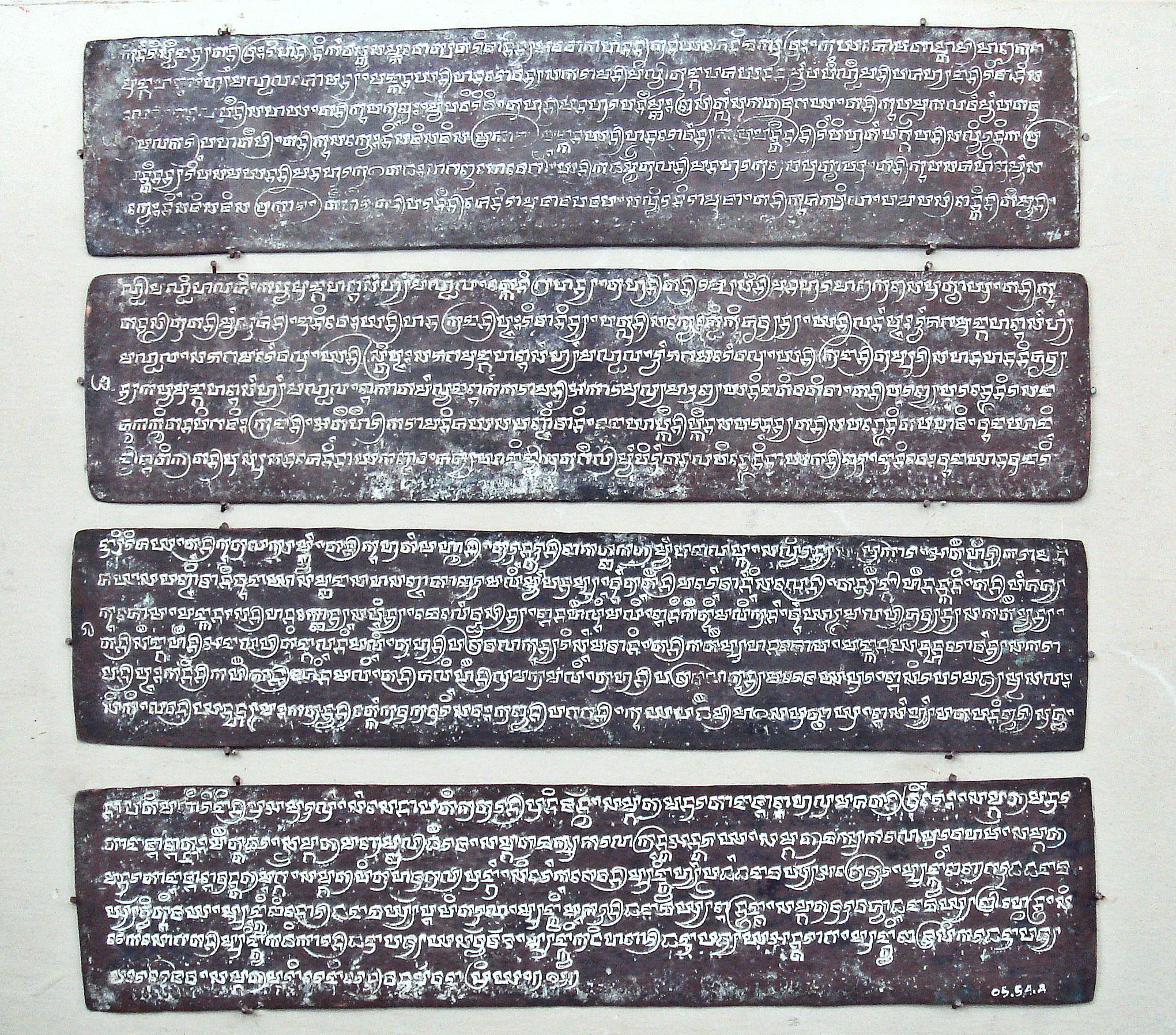
Inscriptions sur des plaques de cuivre du roi Jayapangus en vieux balinais, XIIe siècle.

### Le mythe de Majapahit
L'historiographie balinaise ne parle pas de la période antérieure à 1343, année qui serait celle de la conquête de Bali par Gajah Mada, premier ministre du royaume javanais de Majapahit. Cette période est décrite comme un âge de chaos et d'obscurité, où l'île était peuplée de démons et dominée par les forces du désordre.
L'aristocratie balinaise fait remonter ses origines et sa domination politique et culturelle à une conquête de Bali par Majapahit. On ne connaît pas la provenance de ce récit des origines du système politique balinais. On ne comprend pas quand et pourquoi l'aristocratie balinaise a décidé de redéfinir et figer ses origines par rapport à Majapahit.
Le Nagarakertagama, poème épique écrit en 1365 sous le règne (1350-89) du roi Hayam Wuruk de Majapahit, dresse une liste des « contrées tributaires », qui outre Bali, Madura et Sunda, va de Pahang dans la péninsule Malaise à Gurun dans les Moluques, en passant par Malayu (Jambi) à Sumatra et Bakulapura à Bornéo. En réalité, le territoire directement contrôlé par Majapahit consiste dans la vallée fertile du fleuve Brantas. Un certain nombre de régions de Java sont données en apanage à des seigneurs sans doute apparentés au roi. Ces territoires s'étendent jusqu'à Mataram, l'ancienne terre de la dynastie des Sanjaya qui a construit Prambanan dans le centre de Java. Les régions au sud et à l'est étaient considérées comme marginales, telles Blambangan.
La tradition balinaise veut que Bali passe sous la domination de Majapahit quand Gajah Mada, premier ministre de Hayam Wuruk, défait un roi balinais à Bedulu en 1343. Selon cette tradition, les représentants de Majapahit s'établissent à Samprangan et plus tard à Gelgel. Gelgel demeure le royaume balinais le plus important jusqu'à la seconde moitié du XVIIe siècle.
Toujours selon la tradition, Majapahit aurait apporté la culture javanaise à Bali, en particulier en architecture, en danse, en théâtre avec les marionnettes du théâtre d'ombres wayang, en littérature avec l'introduction de l'alphabet kawi, en peinture et en sculpture. Les Balinais qui n'auraient pas adopté cette culture seraient les ancêtres des Bali Aga (en) (« balinais originaires ») et vivent dans des villages isolés. Il faut néanmoins rappeler que l'apparition de l'hindouisme à Bali est antérieure à la période Majapahit.
À la fin du XVe siècle, des querelles de succession entraînent le déclin de Majapahit, qui finit par disparaître en 1478, sans doute au profit d'une branche de la famille royale installée à Kediri. Les troupes du royaume musulman javanais de Demak conquièrent à leur tour Kediri en 1527. À l'est de Majapahit la principauté de Blambangan, restée hindouiste, se met sous la protection des rois balinais. La tradition balinaise prétend que nombre d'aristocrates javanais se seraient alors réfugiés à Bali, apportant une influence hindoue encore plus prégnante dans les arts, la littérature et la religion. En réalité, l'Est de Java est resté sous la domination de princes hindouistes jusqu'en 1770, date à laquelle ils acceptent la souveraineté de la VOC (Compagnie néerlandaise des Indes orientales), qui les pousse à se convertir à l'islam pour les soustraire à l'influence balinaise.
Selon des chroniques balinaises récentes, c'est la dynastie Majapahit des origines, établie après 1343, qui continuerait à régner à Bali plus de cinq siècles plus tard, jusqu'en 1908, quand les Néerlandais l'éliminèrent lors de l'une de leurs interventions (en).
L'anthropologue Clifford Geertz, dans The Interpretation of Cultures (p. 332), voit dans ces récits et cette revendication d'un héritage balinais de Majapahit, un mythe destiné à légitimer le pouvoir de l'aristocratie balinaise sur le peuple. Au début du XVIIIe siècle, les rois balinais ont ainsi tenté trois expéditions vers le site de Majapahit pour se rendre en pèlerinage sur ce qu'ils considéraient comme la terre de leurs ancêtres.
Au XVIe siècle, le roi balinais Dalem Baturenggong (en) élargit à son tour son royaume à l'Est de Java, Lombok et l'ouest de Sumbawa. Vers 1540, un mouvement réformiste hindou dirigé par Dang Hyang Nirartha (en) aboutit à l'introduction du Padmasana, trône du « Dieu suprême » Acintya (en) et à la création de la forme actuelle du culte de Shiva à Bali. Nirartha fait élever de nombreux temples dont le spectaculaire pura d'Uluwatu.

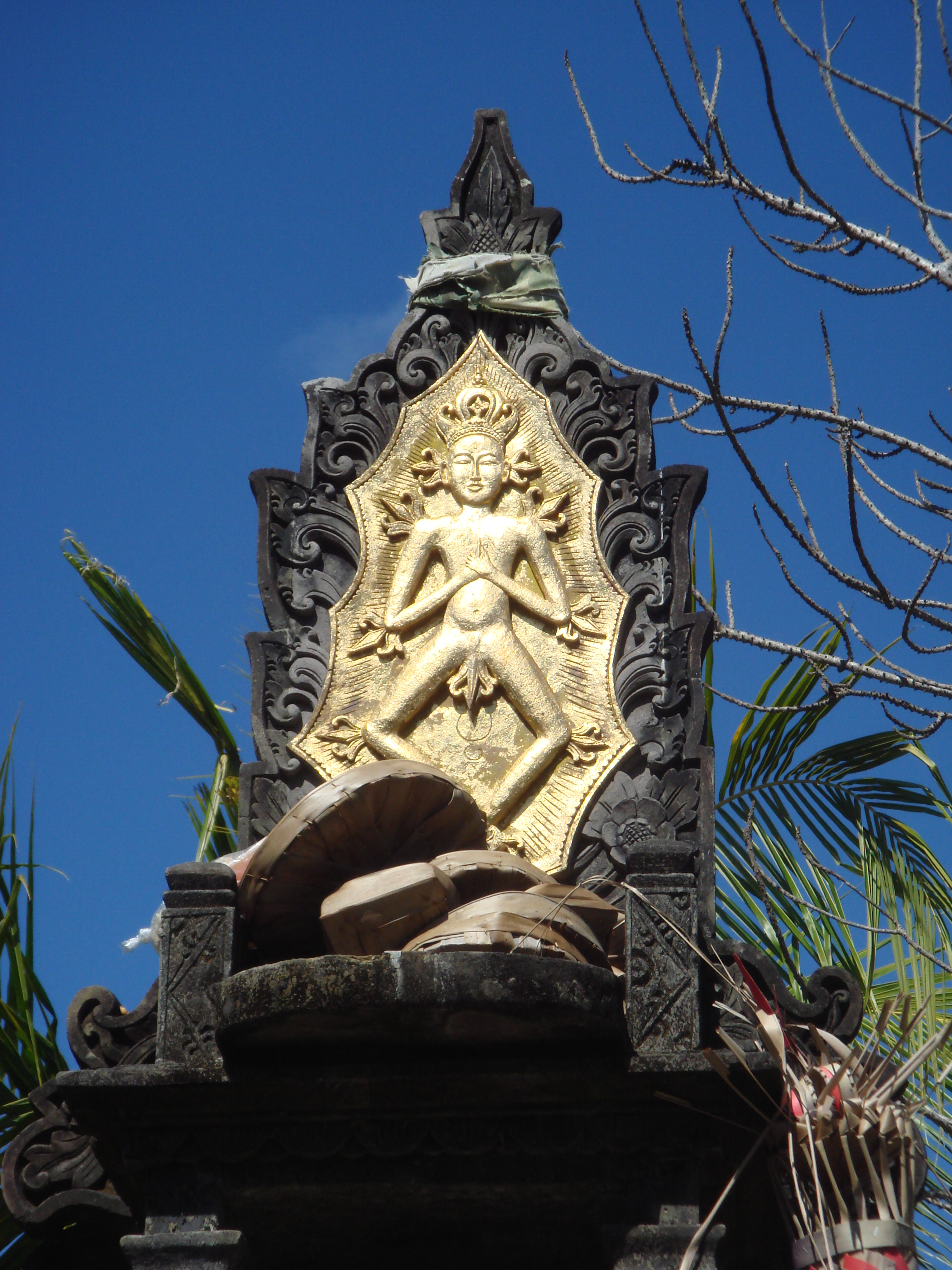
Représentation d'Acintya (en), sur le dossier du trône Padmasana, sous la forme du dieu soleil rayonnant, Jimbaran, Bali.
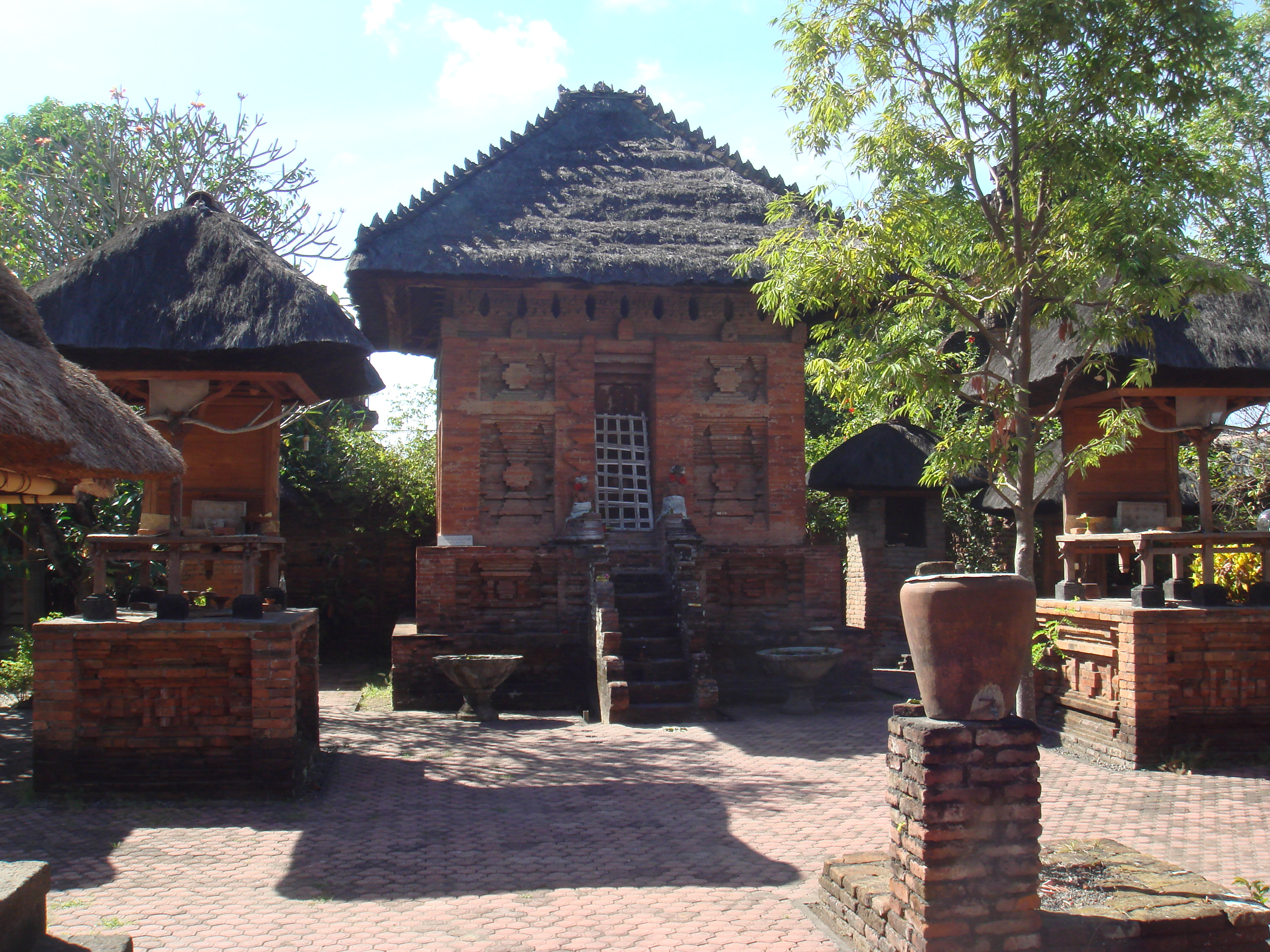
Le Pura Maospahit (temple Majapahit) érigé dans la période de l'empire Majapahit.

## L'époque moderne

### Les contacts européens
L'expédition Magellan (1519-1522) est supposée avoir aperçu l'île et les premières cartes portugaises et espagnoles la mentionnent sous différents noms tels que Boly, Bale ou Bally. Sir Francis Drake la visite brièvement en 1580.
En 1585, le gouvernement portugais installé à Malacca envoie un navire pour établir un fort et un comptoir à Bali mais le bateau s'échoue sur le récif de la péninsule de Bukit dans le sud de l'île et seuls cinq survivants peuvent rejoindre le rivage. Ils entrent au service du roi de Gelgel, le Dalem (en) et reçoivent épouses et maisons.
En 1597, l'explorateur néerlandais Cornelis de Houtman arrive à Bali avec 89 survivants sur les 249 hommes qui avaient embarqué avec lui. Après avoir visité Kuta et Jembrana, il rassemble sa flotte à Padangbai. Enthousiaste, il baptise l'île « Jeune Hollande » (Jonck Hollandt). Il rencontre le Dalem qui le met en contact avec l'un des Portugais à son service depuis 1585, Pedro de Noronha (pt).
Une seconde expédition arrive en 1601, celle de Jacob van Heemskerck. À cette occasion, le Dalem de Gelgel envoie une lettre au prince Maurice de Nassau que traduit à l'attention de celui-ci Cornelis van Eemskerck. Cette lettre sera ensuite utilisée par les Néerlandais dans leurs revendications de l'île :

« Loué soit Dieu
Le roi de Bali envoie ses salutations au roi de Hollande. Votre amiral Cornelis van Eemskerck est venu à moi, porteur d'une lettre de Votre Altesse me demandant de permettre aux Hollandais de commercer ici aussi librement que les Balinais eux-mêmes, c'est pourquoi j'accorde l'autorisation à tous ceux que Vous enverrez, de commercer aussi librement qu'il est possible à mon peuple lorsqu'il visite la Hollande et pour que Bali et la Hollande soit unies.
Ceci est une copie de la lettre du roi, qu'il m'a remise en langue balinaise et qu'Emanuel Rodenbuch a traduite en hollandais. Il n'y avait pas de signature. Je vous l'enverrai également. »

— 7 juillet 1601, Cornelis van Eemskerck.
Dans les années 1620-1630, le prince de Blambangan, face à la menace du Sultan Agung de Mataram, demande l'aide de la VOC (Vereenigde Oostindische Compagnie ou Compagnie néerlandaise des Indes orientales), qui la lui refuse. Blambangan se tourne alors vers son suzerain, le Dewa Agung (en) (roi) de Gelgel à Bali. Les troupes balinaises repoussent le Sultan Agung en 1635. Jusqu'à 1650, Gelgel domine l'ensemble de Bali, Blambangan, et des parties de Lombok et Sumbawa. Dans ces deux dernières îles, Gelgel affronte l'expansionnisme du royaume de Gowa du Sulawesi du Sud.

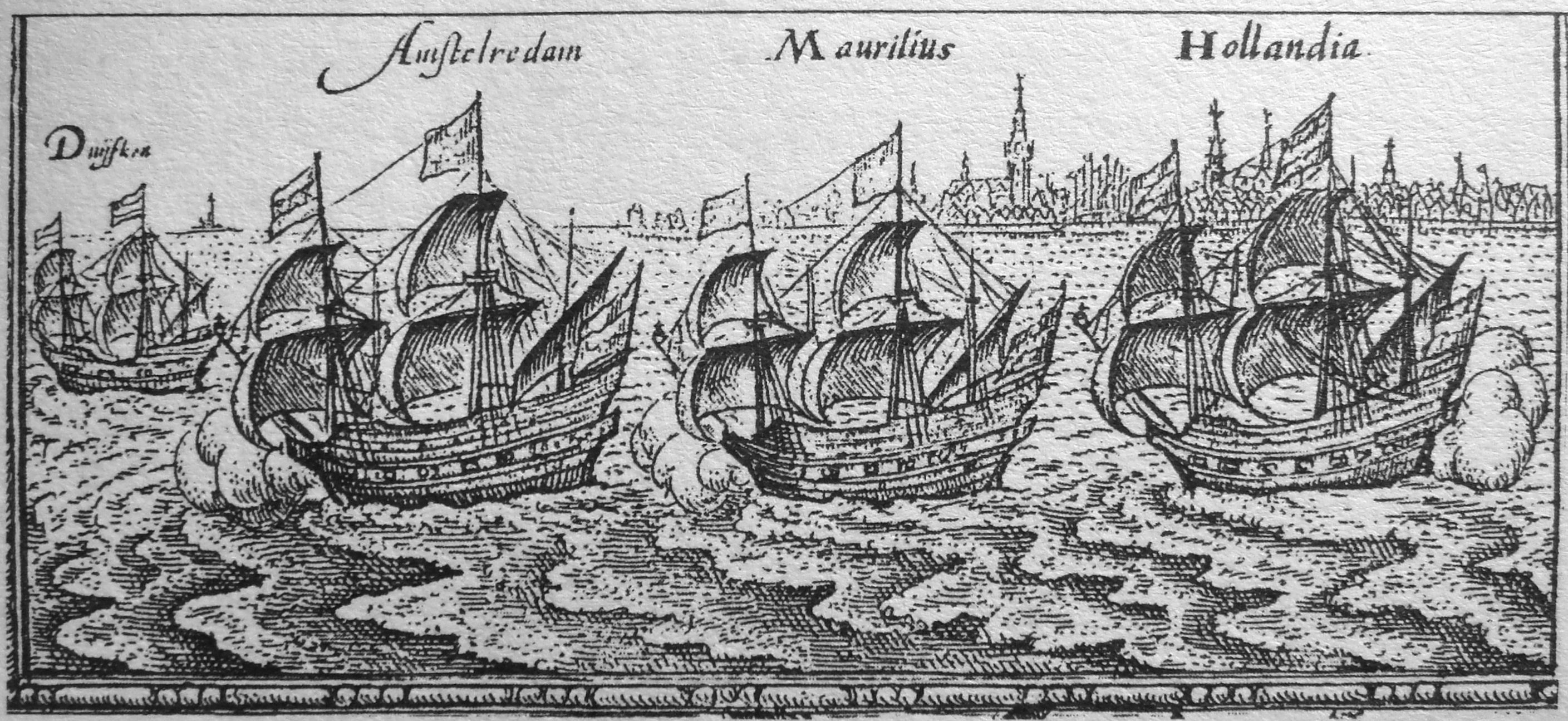
La « flotte de Bali » de Cornelis de Houtman, quittant Amsterdam.
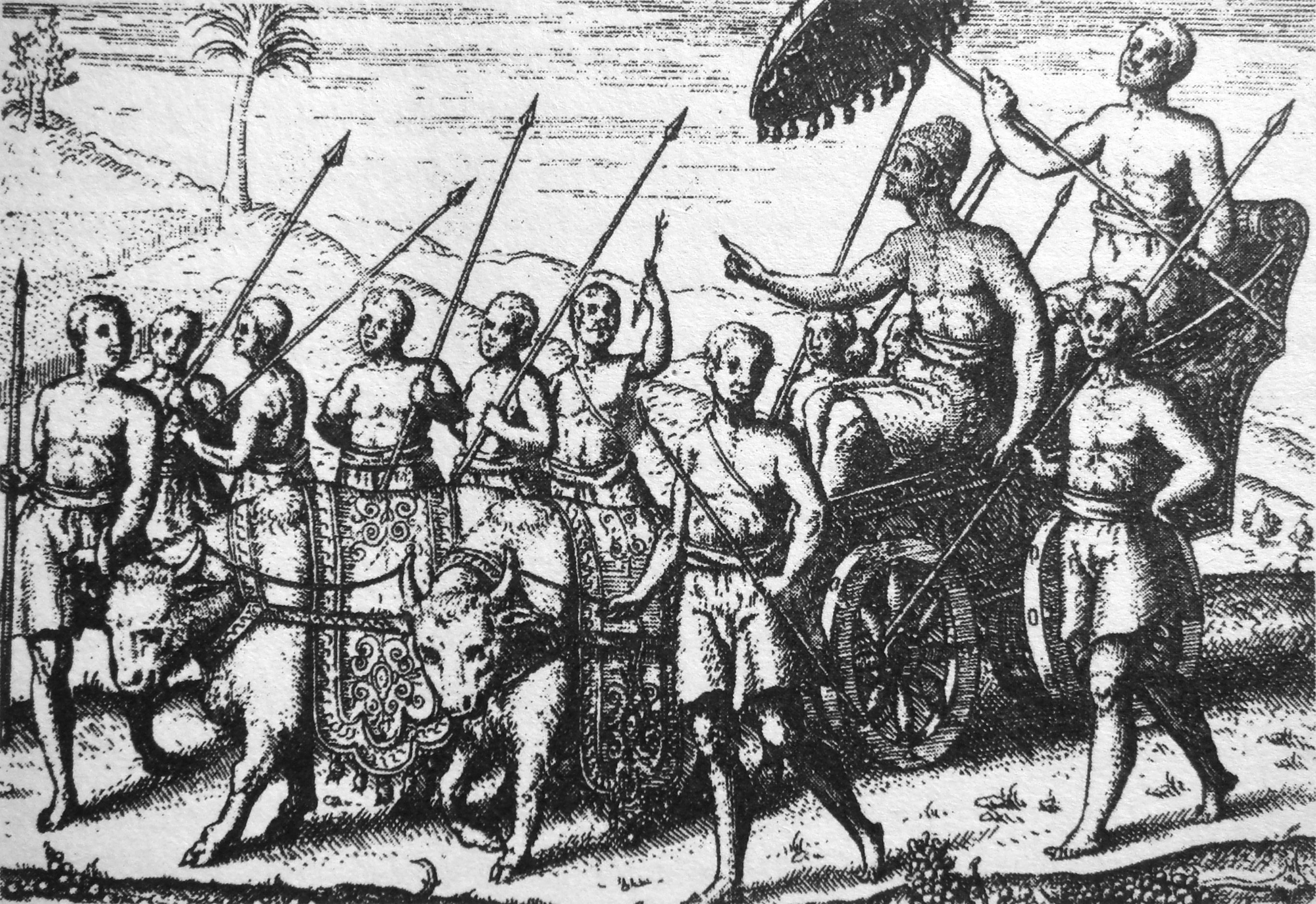
Représentation du roi balinais, le Dalem (en), tiré par deux buffles blancs, par Houtman en 1597.
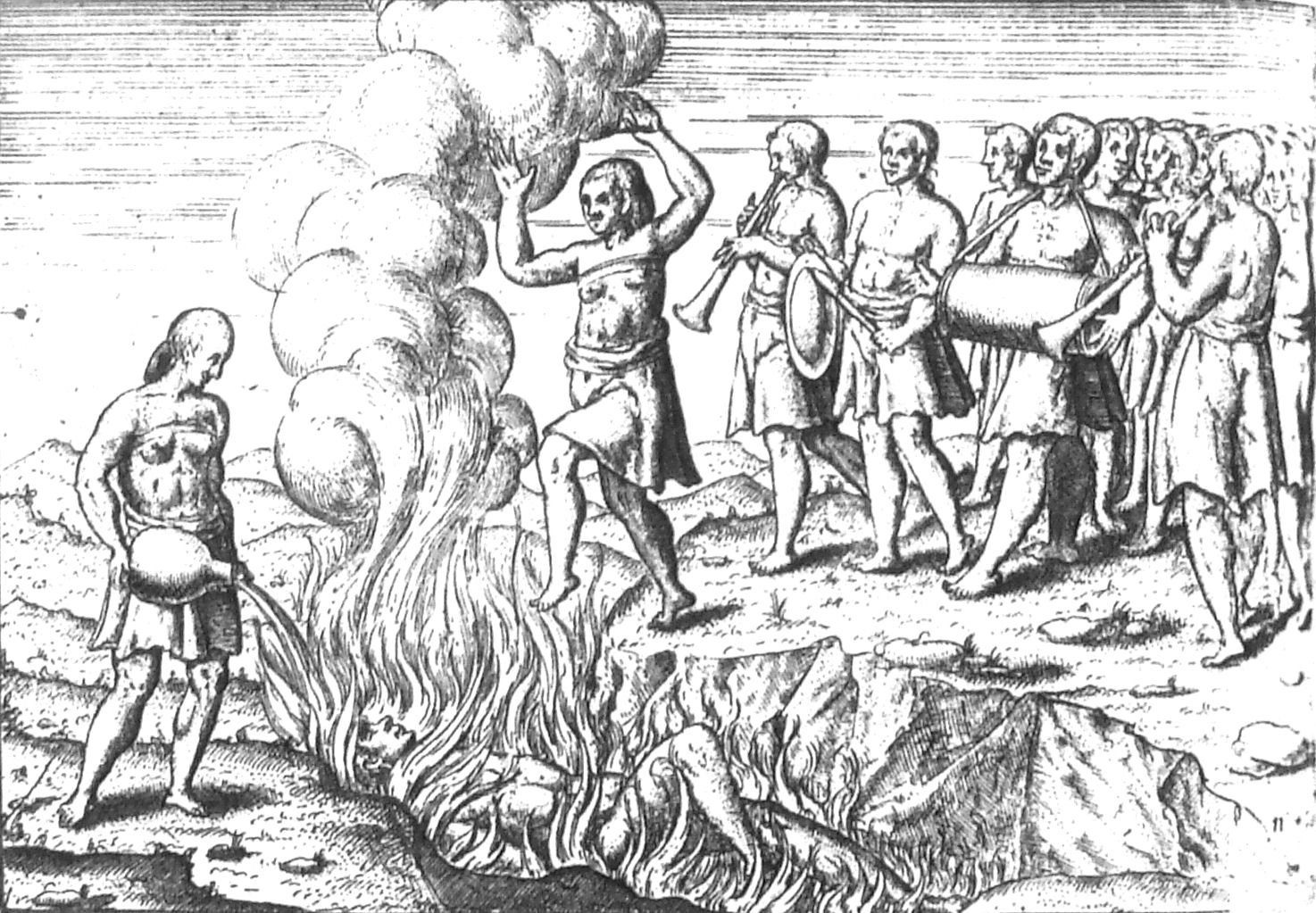
Représentation du rite balinais d'auto-sacrifice ou Satī, par Houtman en 1597.

#### Le commerce des esclaves et de l'opium
Bali ne participe pas au commerce maritime qui anime l'archipel indonésien, mais exporte du coton, du riz, du bétail, de la volaille[citation nécessaire]. La fondation de Batavia par la VOC en 1619 se traduit par l'ouverture d'un marché pour les esclaves. C'est une occasion pour les princes balinais pour vendre leurs prisonniers, notamment de guerre. Ce phénomène semble encourager les guerres entre les différents princes de l'île.
Les documents néerlandais mentionnant des contacts avec Bali sont extrêmement rares. Alors que la Compagnie néerlandaise des Indes orientales était très active dans les Moluques, à Java et à Sumatra, elle attache peu d'intérêt à Bali. L'ouverture d'un comptoir est tentée en 1620, avec mission pour son « Premier marchant » Hans van Meldert d'acheter « riz, bétail, provisions et femmes ». L'entreprise est abandonnée face à l'hostilité des rois de Bali et Meldert ramène seulement quatorze esclaves femmes.
En dehors de ces tentatives, la Compagnie abandonne le commerce aux marchands privés, principalement chinois, arabes, bugis et occasionnellement néerlandais, qui échangent principalement de l'opium contre les esclaves. Selon Willard A. Hanna, « Les esclaves balinais sont hautement prisés à Bali comme à l'étranger. Les hommes sont réputés pour leur habileté manuelle et leur courage, les femmes pour leur beauté et leur talent artistique. » Les rois de Bali vendent généralement comme esclaves des opposants, des débiteurs, des criminels et même des orphelins et des veuves. Les esclaves sont utilisés comme domestiques à Batavia, dans l'armée coloniale néerlandaise ou envoyés à l'étranger, le plus grand marché étant l'île Maurice. Les Balinais sont payés en opium. Le principal port consacré à ce commerce est Buleleng dans le nord de Bali. Les Anglais commencent également à faire quelques tentatives pour participer au commerce balinais, au grand dam des Néerlandais.

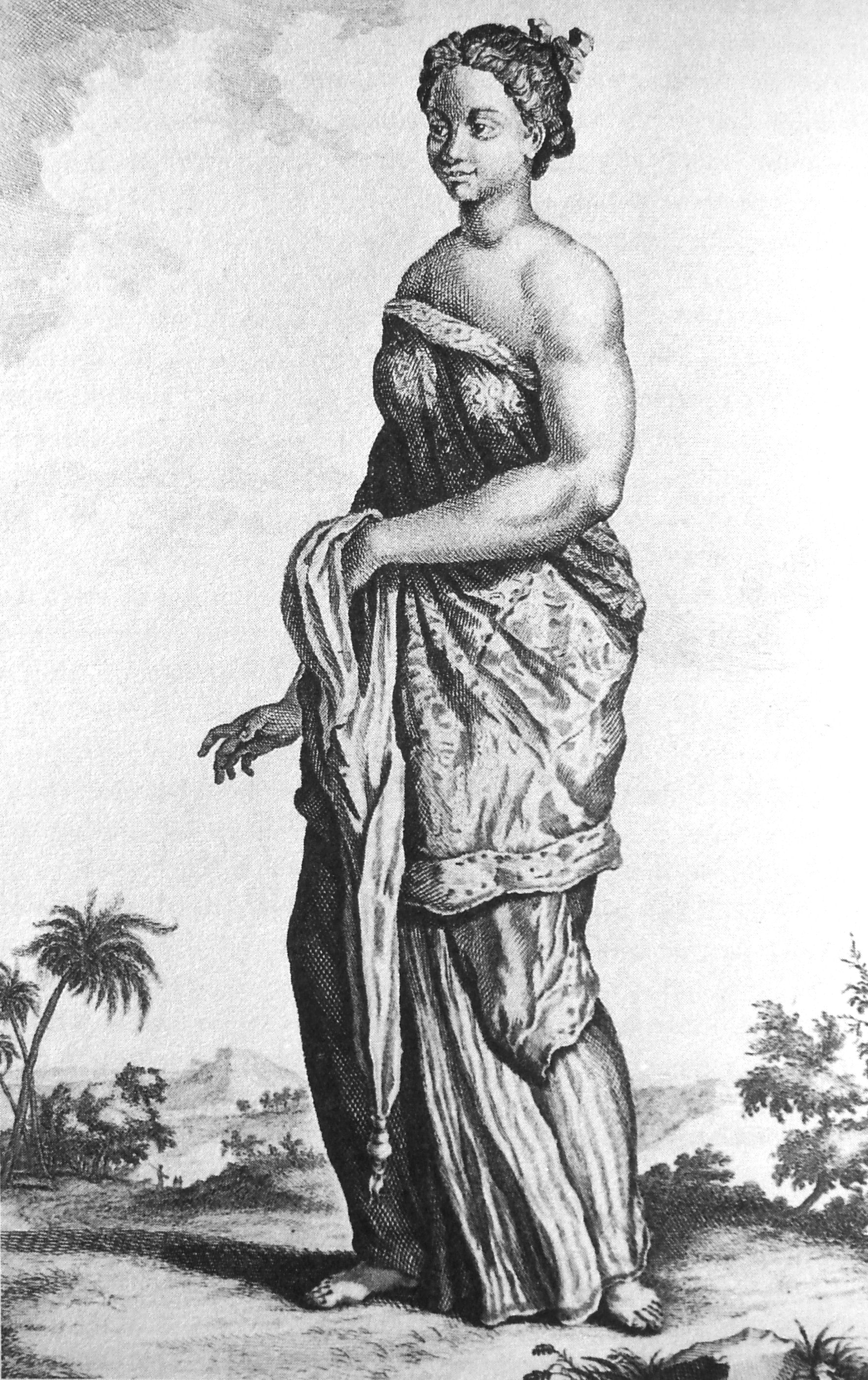
Esclave balinaise à Batavia vers 1700. Les Voyages de Cornelis de Bruijn, 1718.
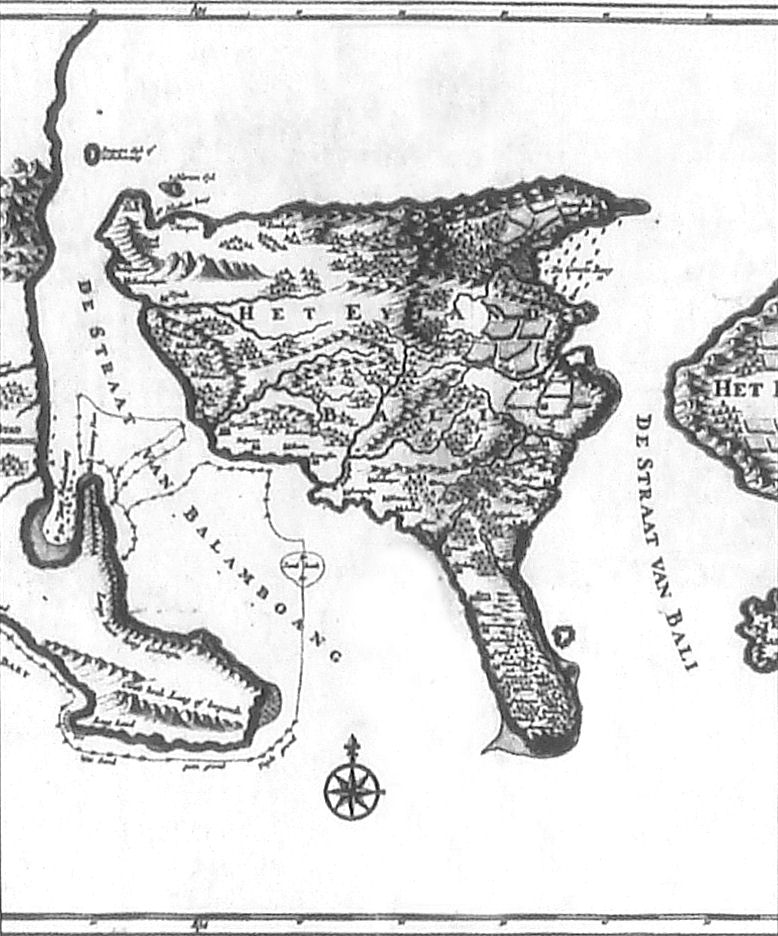
Une des premières cartes de Bali, XVIIe siècle.
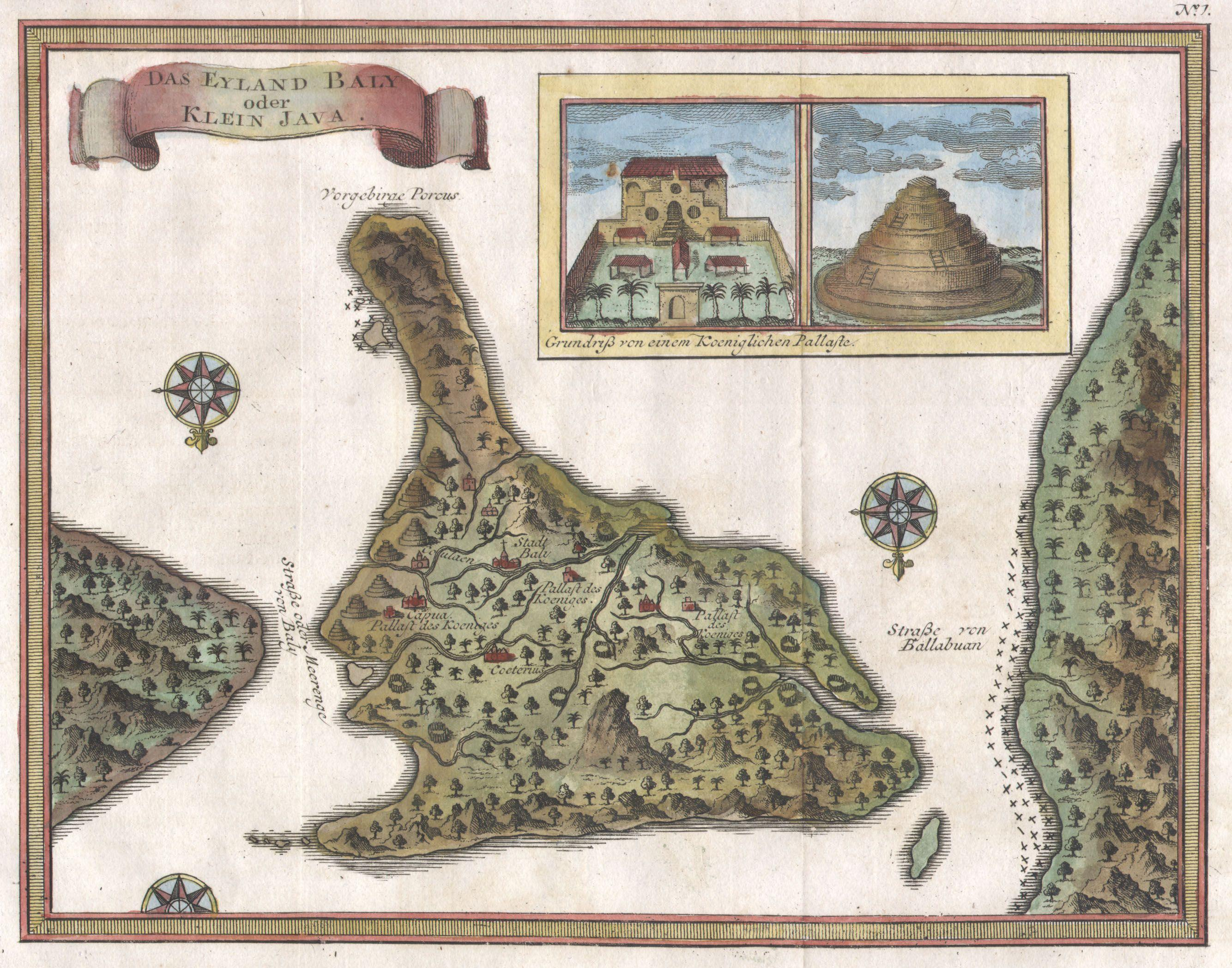
Carte de Bali (1760) de Jacques-Nicolas Bellin, orientée vers le sud, probablement destinée à l'édition hollandaise de l'Histoire générale des voyages de l'abbé Prévost

#### Les conflits locaux
Des alliances sont recherchées entre Néerlandais et Balinais chacun en conflit avec le sultanat de Mataram de Java. En 1633, les Néerlandais en guerre contre Mataram envoient un ambassadeur, Van Oosterwijck, à Gelgel en vue d'obtenir la collaboration du roi balinais apparemment en train de préparer de son côté une offensive similaire. La tentative échoue. Lorsque Mataram envahit Bali in 1639[citation nécessaire], le Dewa Agung (en) sollicite à son tour les Néerlandais, en vain (les Hollandais ne s'intéresseront plus à Bali durant les XVIIe et XVIIIe siècles), et réussit à repousser seul Mataram. Après 1651, le royaume de Gelgel affaibli par les éternels conflits, commence à s'épuiser.
Dans les années 1660, Ki Gusti Ngurah Panji Sakti fonde le royaume de Buleleng dans le nord de Bali. La maison de Gelgel se prolonge par le royaume de Klungkung, dont les rois, qui gardent le titre de Dewa Agung, resteront considérés comme la lignée la plus élevée de Bali. Dans l'Est de Bali, le royaume de Karangasem entreprend à partir des années 1680 la conquête de Lombok, où il affronte les armées des royaumes de Gowa et Bima (Sumbawa).
En 1684 Surapati, un ancien esclave balinais qui s'était échappé de Batavia et réfugié dans les montagnes au sud de la ville, attaque une troupe de la VOC. Surapati se réfugie finalement à Pasuruan, aux portes de Blambangan. Les descendants de Surapati participent à différentes guerres entre princes javanais et contre la VOC, jusqu'à la capture en 1771 du dernier représentant de la lignée.
En 1686, le royaume est établi à Klungkung (en), quatre kilomètres au nord de Gelgel. Les dirigeants de Klungkung, connus sous le titre de Dewa Agung (en), sont cependant incapables de maintenir leur pouvoir sur Bali.
Buleleng conquiert Blambangan en 1697. Vers 1700, le royaume de Mengwi apparaît comme la puissance dominante du sud de Bali. Mengwi enlève Blambangan à Buleleng et finit par devenir le plus puissant de l'île. À trois reprises (1714, 1726 et 1729), des rois balinais lancent des expéditions dans la partie occidentale de Java oriental pour se rendre en pèlerinage sur le site de l'ancien royaume de Majapahit, d'où ils pensaient que venaient leurs lignées.
Les rois de Mengwi consacrent beaucoup d'efforts à maintenir leur suzeraineté sur Blambangan, qu'ils perdent lorsque les derniers souverains de cette principauté se convertissent à l'islam vers 1770 et prêtent allégeance à la VOC. Désireux d'éliminer l'influence balinaise de Java, les Hollandais en ont fait disparaître le dernier État hindouiste.
À la fin du XVIIIe siècle, aucun des royaumes de Bali n'a réussi à imposer sa domination à l'ensemble de l'île comme Gelgel avant 1650. L'île est en fait divisée en neuf royaumes mineurs : Klungkung, Buleleng, Karangasem, Mengwi, Badung, Tabanan, Gianyar, Bangli et Jembrana. Les différents royaumes mènent d'incessantes guerres entre eux, tout en accordant au Dewa Agung une symbolique suprématie. Cette situation dure jusqu'à l'arrivée des Néerlandais au XIXe siècle.

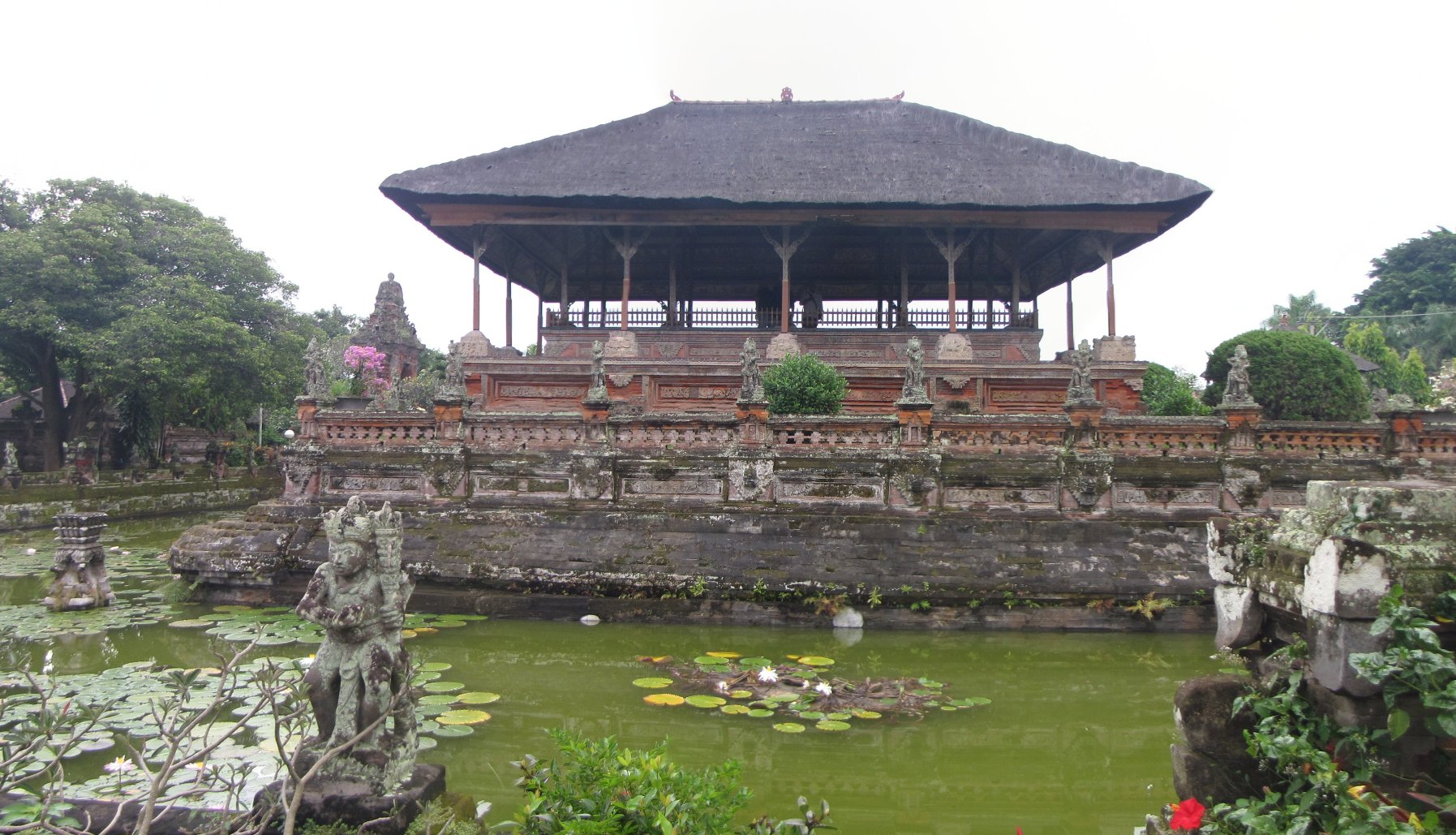
La puri de Klungkung

#### L'alliance franco-néerlandaise avec Bali (1808)
Durant une brève période (1806-1815), les Pays-Bas deviennent une province française et Bali est ainsi en contact avec une administration franco-néerlandaise. Napoléon choisit un nouveau gouverneur général, le « maréchal de fer » Herman Willem Daendels, envoie des navires et des troupes pour renforcer celles des Indes orientales contre les attaques anglaises et construit des fortifications tout le long de Java. Un traité d'alliance est signé en 1808 entre la nouvelle administration et le roi balinais de Badung, qui prévoit la fourniture des travailleurs et des soldats à l'effort défensif franco-néerlandais mais Java tombe aux mains des Anglais en 1811 et l'accord n'est pas appliqué.

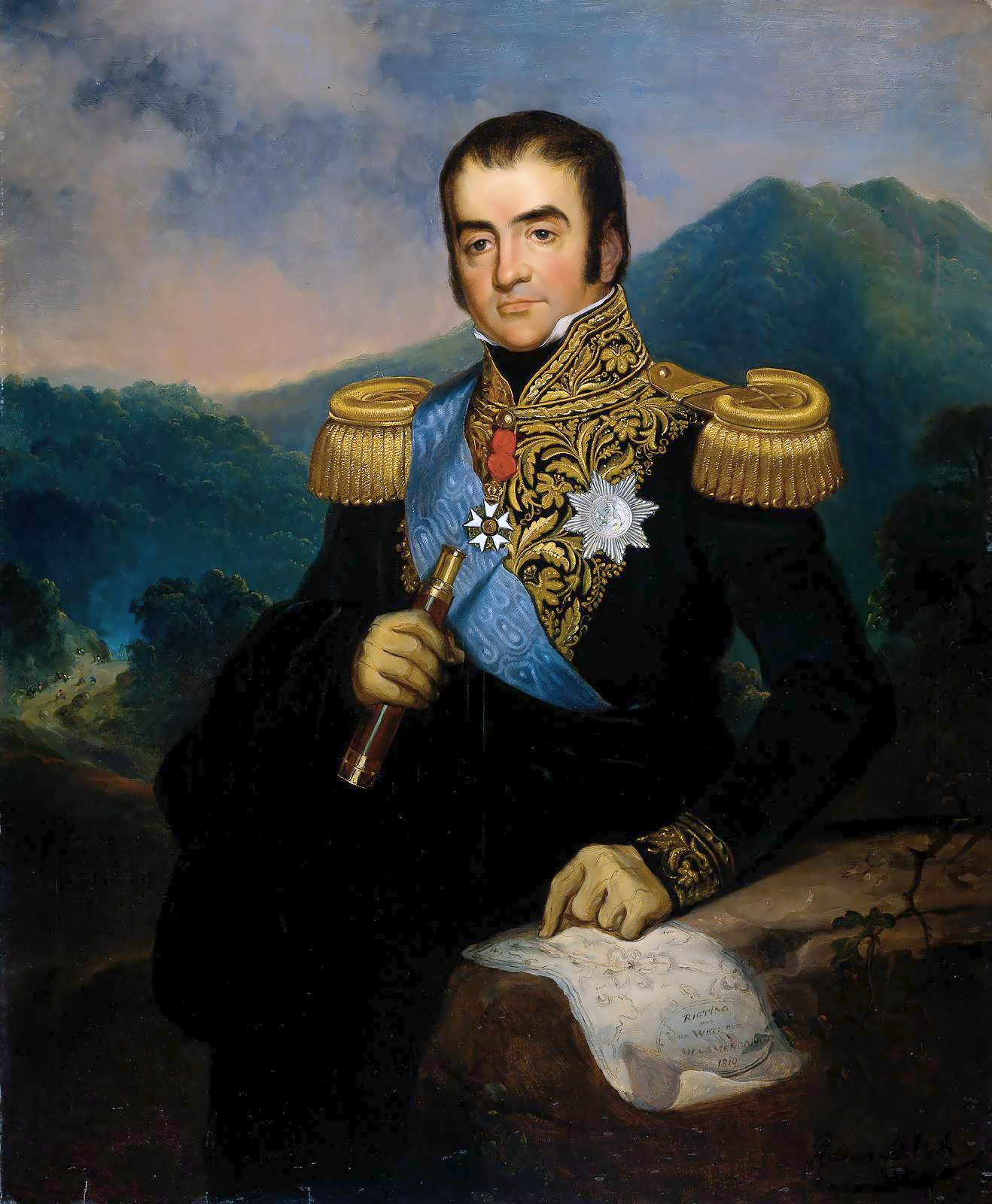
Herman Willem Daendels qui signa une alliance franco-néerlandaise avec le roi balinais de Badung en 1808.

#### Le conflit avec la Grande-Bretagne (1814)
Durant l'occupation britannique des Indes orientales par Thomas Stamford Raffles (qui dura de 1811 jusqu'en 1816, juste après la chute du Premier Empire), les Anglais font des propositions infructueuses aux rois balinais. L'abolition de l'esclavage provoque au contraire l'indignation des rajas de Buleleng et Karangasem qui envoient une expédition militaire contre Blambangan où ils combattent les cipayes britanniques en février 1814. En mai, Raffles envoie un corps expéditionnaire à Bali sous le commandement du Major Général Nightingale pour obtenir l'assurance de la « soumission ». Raffles visite lui-même l'île en 1815.

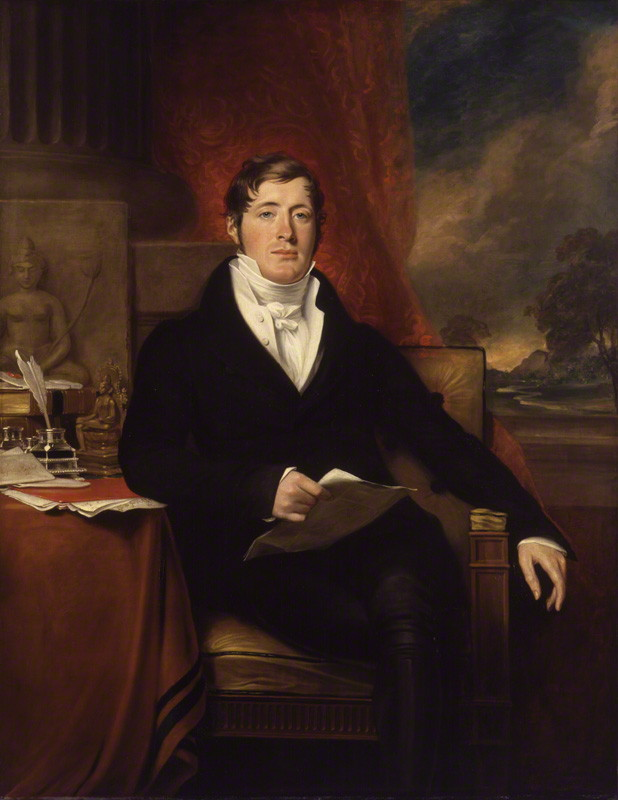
Thomas Stamford Raffles, à l'origine de l'abolition de l'esclavage à Java
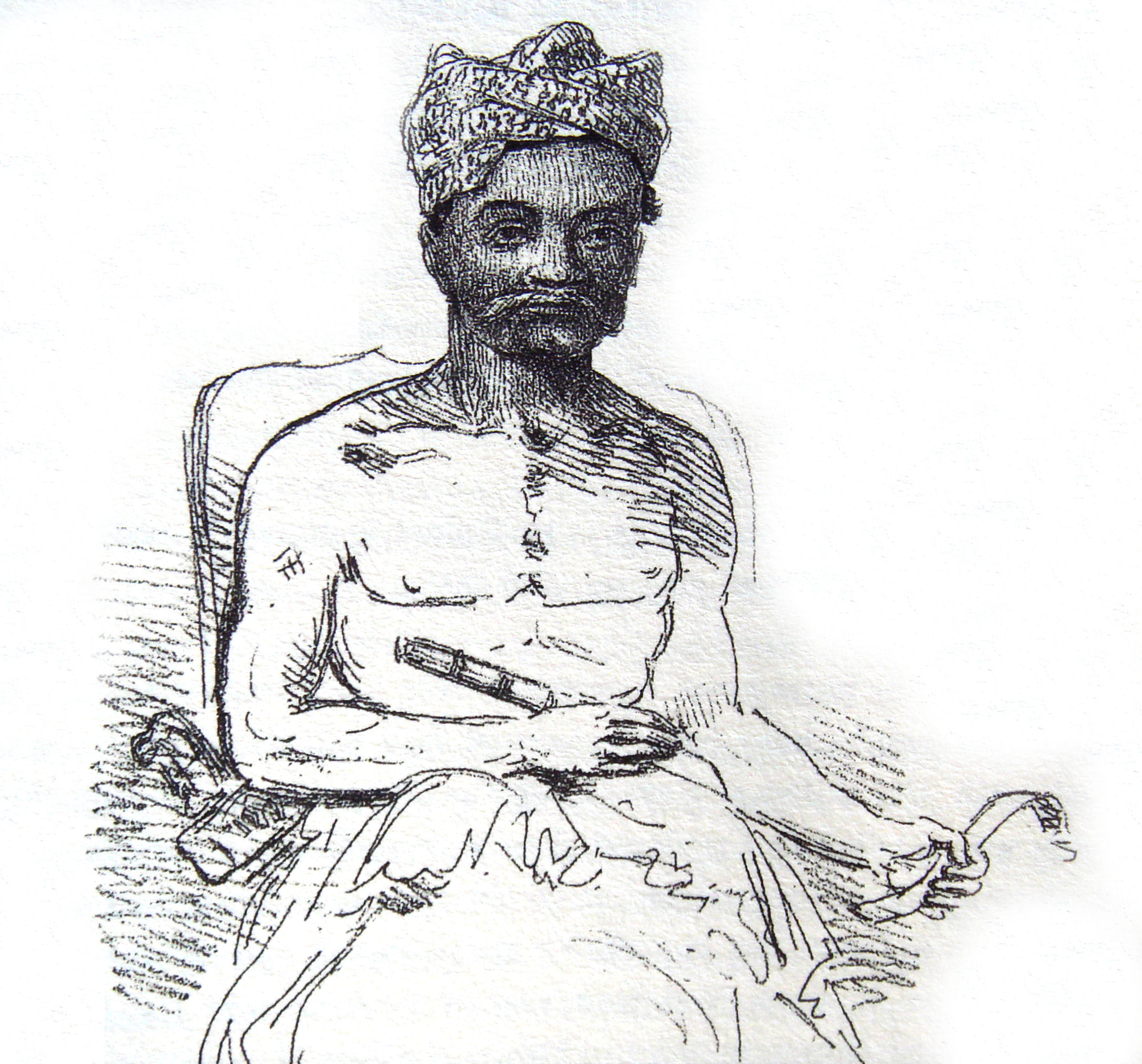
Croquis d'un Raja balinais, illustration de l'Histoire de Java par Thomas Stamford Raffles

#### Le retour des Néerlandais (1816)
Les Britanniques restituent les Indes orientales aux Néerlandais en 1816. Au début du XIXe siècle, l'économie de Bali dépend encore essentiellement de l'exportation d'esclaves. L'aristocratie balinaise en vend quelque 2 000 chaque année. Les importations de Bali consistent en armes et en opium, dont les Balinais font grande consommation. Les Hollandais sont plutôt soucieux de mettre fin à la piraterie et au pillage d'épaves, autre activité lucrative des Balinais qui leur porte tort. La nécessité de réaffirmer et de renforcer leur contrôle sur leurs possessions coloniales entraîne une présence beaucoup plus autoritaire des Bataves dans les Indes orientales et à Bali. Raffles, toujours en quête d'une île à coloniser, s'établit finalement à Singapour.
Un premier commissaire spécial nommé H.A. van der Broek est envoyé pour signer des « contrats type » avec les rois balinais que ceux-ci n'acceptent pas mais sont cependant considérés comme valables dans l'esprit des Hollandais. Dans le même temps, quelques commerçants européens agissent en qualité d'intermédiaires entre Bali et l'Europe, comme le marchand danois Mads Johansen Lange (en), surnommé le « roi blanc de Bali ».

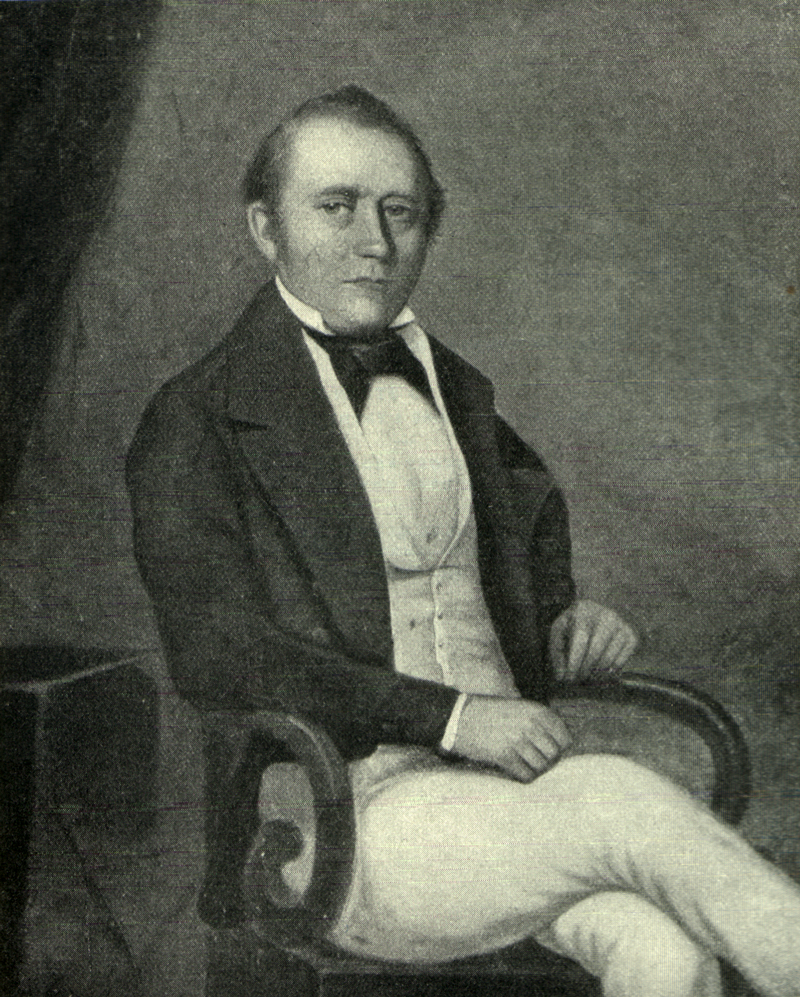
Mads Johansen Lange (en) surnommé le « roi blanc de Bali »
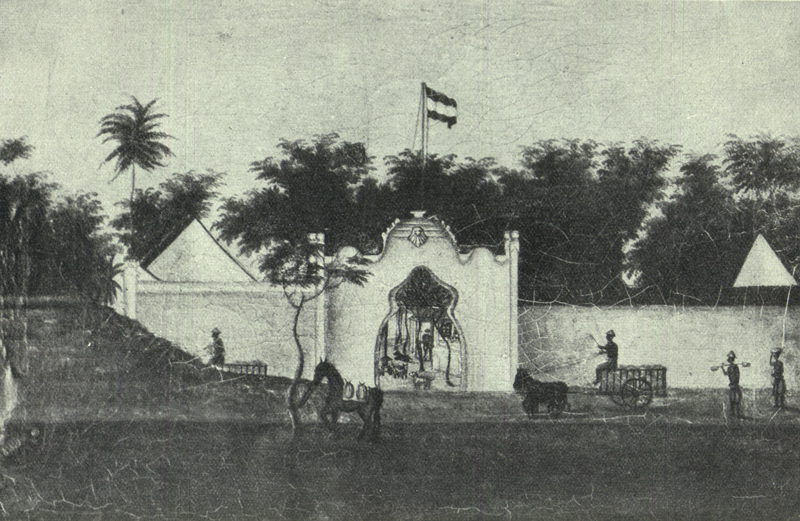
L'usine de Mads Johansen Lange (en) à Kuta vers 1845.

## Période coloniale et indépendance

### La conquête néerlandaise
Le contrôle colonial néerlandais s'étend au XIXe siècle à l'archipel indonésien qui devient les Indes orientales néerlandaises. À Bali, les Néerlandais saisissent le prétexte de l'éradication de l'esclavage, de la contrebande de l'opium, de la circulation des armes et du pillage des épaves pour imposer leur contrôle sur les royaumes balinais.

#### Campagnes du nord de Bali (1846-1849)
Une série de trois expéditions militaires entre 1846 et 1849, malgré la contre-offensive victorieuse de Gusti Ketuk Jelantik (en) lors des deux premières, permettent aux Néerlandais de prendre le contrôle des royaumes de Buleleng et Jembrana au nord de Bali. Le roi de Buleleng et sa suite se donnent la mort lors d'un suicide rituel collectif nommé puputan, type de riposte qui sera également utilisée lors des interventions militaires néerlandaises suivantes.

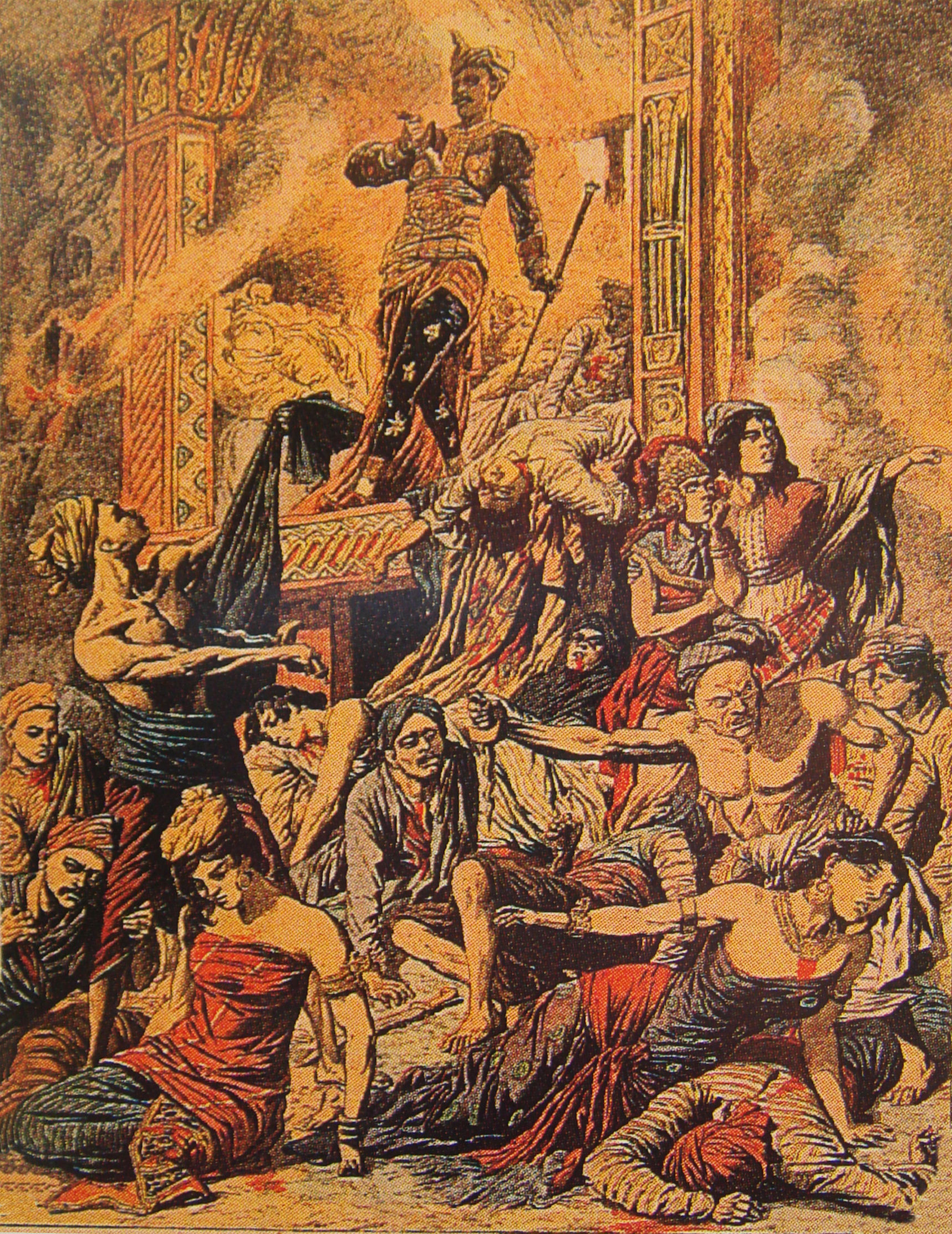
Le raja de Buleleng se donnant la mort avec quatre-cents personnes de sa suite lors du puputan de 1849 contre les Néerlandais. Le Petit Journal, 1849.

#### Administration coloniale
À la suite de ces trois campagnes, les Néerlandais établissent une administration coloniale dans le nord de Bali. Ils nomment un membre de la famille royale comme régent et lui attachent un contrôleur néerlandais. Le premier contrôleur résidant, Heer van Bloemen Waanders, arrive à Singaraja le 12 août 1855. Ses principales réformes sont l'introduction de la vaccination, l'interdiction de l'auto-sacrifice ou satī, l'éradication de l'esclavage, l'amélioration du système d'irrigation, le développement de la production de café, la construction de routes, de ponts et d'installations portuaires pour faciliter le commerce et la communication. Les Néerlandais réorganisent aussi et augmentent drastiquement les impôts sur le revenu des personnes et les taxes sur le commerce, en particulier sur celui de l'opium. Au milieu des années 1870, Buleleng reçoit annuellement la visite de 125 navires européens et de 1 000 bateaux locaux.
La christianisation est tentée sans succès.
En 1858, une nouvelle révolte nécessite une quatrième intervention néerlandaise : l'aristocrate Nyoman Gempol soulève une rébellion en clamant que les Néerlandais exploitaient Java. Une expédition militaire est envoyée avec douze officiers et 707 fantassins. Le soulèvement est maîtrisé et Nyoman Gempol est condamné à l'exil à Java.
En 1868, une cinquième expédition militaire est envoyée contre une rébellion dirigée par Ida Made Rai. Composée de 800 hommes placés sous les ordres du major van Heemskerk, l'expédition, initialement battue, est renforcée par 700 hommes et un nouveau commandant, le colonel de Brabant. La rébellion est étouffée. Deux officiers et dix soldats sont tués.

#### Guerre de Lombok (1894)
Dans les années 1890, les luttes entre les royaumes balinais du Sud de l'île donnent aux Néerlandais l'occasion d'affermir leur contrôle. La guerre menée par les rajas entre 1884 et 1894 fournissent un nouveau prétexte à l'intervention des Hollandais dans l'Est de Bali qui défont le roi balinais de Lombok, ajoutant ainsi à la fois Lombok et Karangasem à leurs possessions.

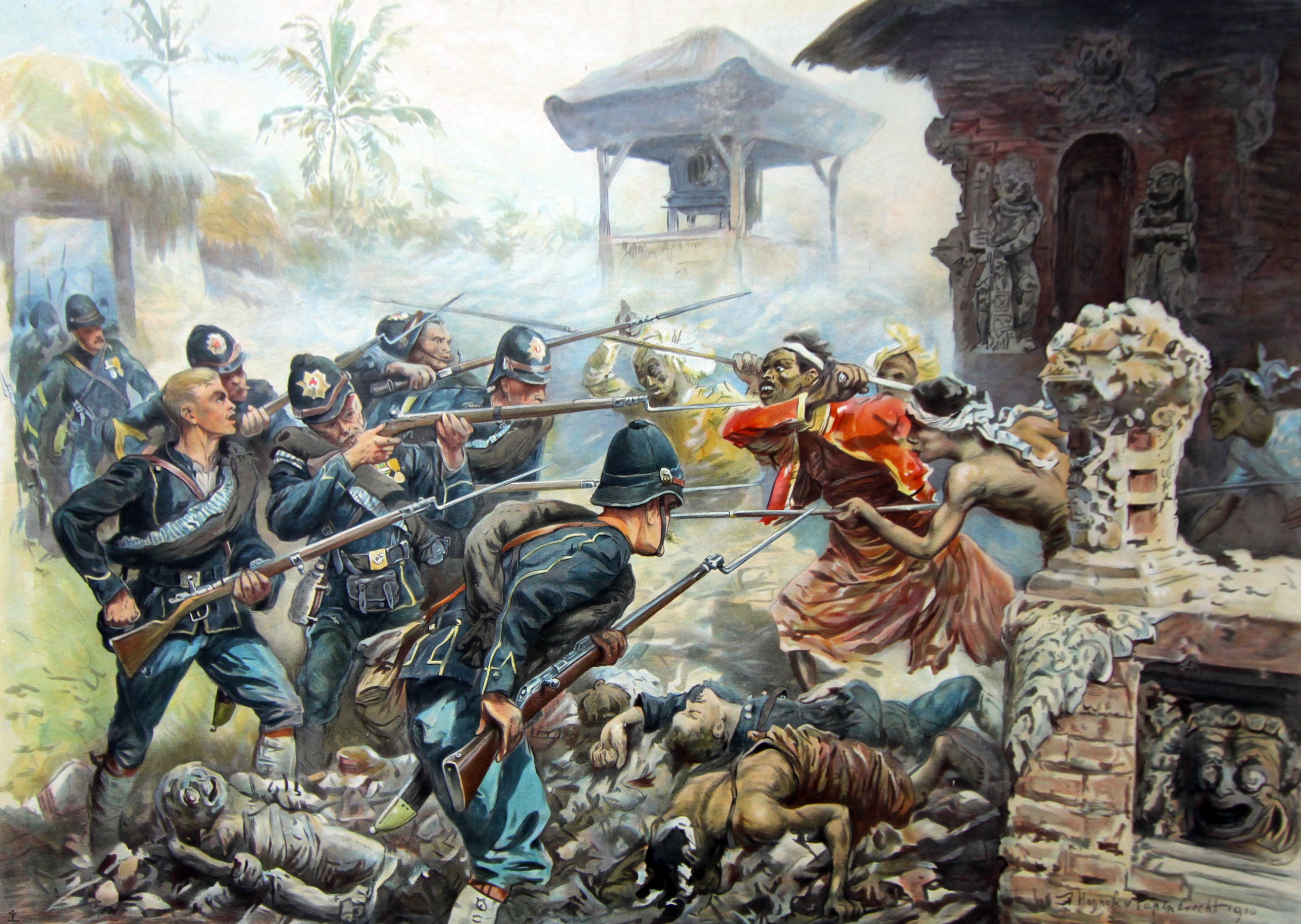
Guerre de Lombok contre les Balinais en 1894.

#### Campagnes du sud de Bali (1906 et 1908)
Quelques années plus tard, sous prétexte de stopper le pillages des épaves, les Néerlandais lancent un important assaut, naval et terrestre, sur Sanur et sa région en 1906 en attaquant le royaume de Badung (Denpasar) dans le sud de l'île. Se rendant compte que les Hollandais sont maîtres de l’île, les deux familles royales de Badung mettent le feu à leur palais et, accompagnées de leurs sujets, tous en tenue d’apparat, se jettent sous la mitraille et les canons des Hollandais tout en se poignardant de leur kriss dans un suicide collectif (puputan). L'intervention (en) aboutit à l'élimination de la maison royale de Badung et à la mort d'environ 1 000 personnes.
Lors de l'Intervention néerlandaise à Bali en 1908 (en), un massacre similaire est perpétré lors de l'assaut contre le royaume de Klungkung. La mainmise des Néerlandais sur Bali est désormais totale. Les gouverneurs néerlandais peuvent par la suite exercer le contrôle administratif de l'île mais comme ailleurs dans les Indes néerlandaises, le contrôle sur la religion et la culture reste aux mains des chefs traditionnels.
Les interventions militaires néerlandaises sont cependant suivies de près par la presse et les reportages sur la conquête sanguinaire du sud de l'île choquent l'Occident. La disproportion entre l'infraction et la dureté des actions punitives est soulignée. L'image de puissance coloniale bienveillante et responsable des Pays-Bas est sérieusement affectée. Ce geste de gloire qui fit grand bruit en Europe n'empêcha pas que la totalité de l'île soit intégrée en 1908 aux Indes néerlandaises, mais il obligea les Hollandais à respecter les coutumes de l'île jusqu’à leur départ (après la Seconde Guerre mondiale). Face à la critique de leur politique à Java, Sumatra et dans l'île orientale, les Néerlandais décident de faire amende honorable et annoncent la mise en œuvre d'une « politique éthique ». En plus de leur rôle initial de modernisation, les Hollandais se transforment alors en découvreurs et protecteurs de la culture balinaise qu'ils s'efforcent de préserver. Ils font de l'île un « musée vivant » de la culture classique et en 1914, Bali est ouverte au tourisme.
L'intérêt économique de Bali prend un nouveau contour dans les années 1920 avec un début de tourisme international et à la suite de l'exposition coloniale internationale de Paris en 1931. Dans les années 1930, les anthropologues Margaret Mead et Gregory Bateson, les artistes Miguel Covarrubias et Walter Spies et le musicologue Colin McPhee répandent de Bali l'image occidentalisée d'« une terre enchantée d'esthètes en paix avec eux-mêmes et la nature » (« an enchanted land of aesthetes at peace with themselves and nature ») entraînant le développement du tourisme occidental dans l'île.

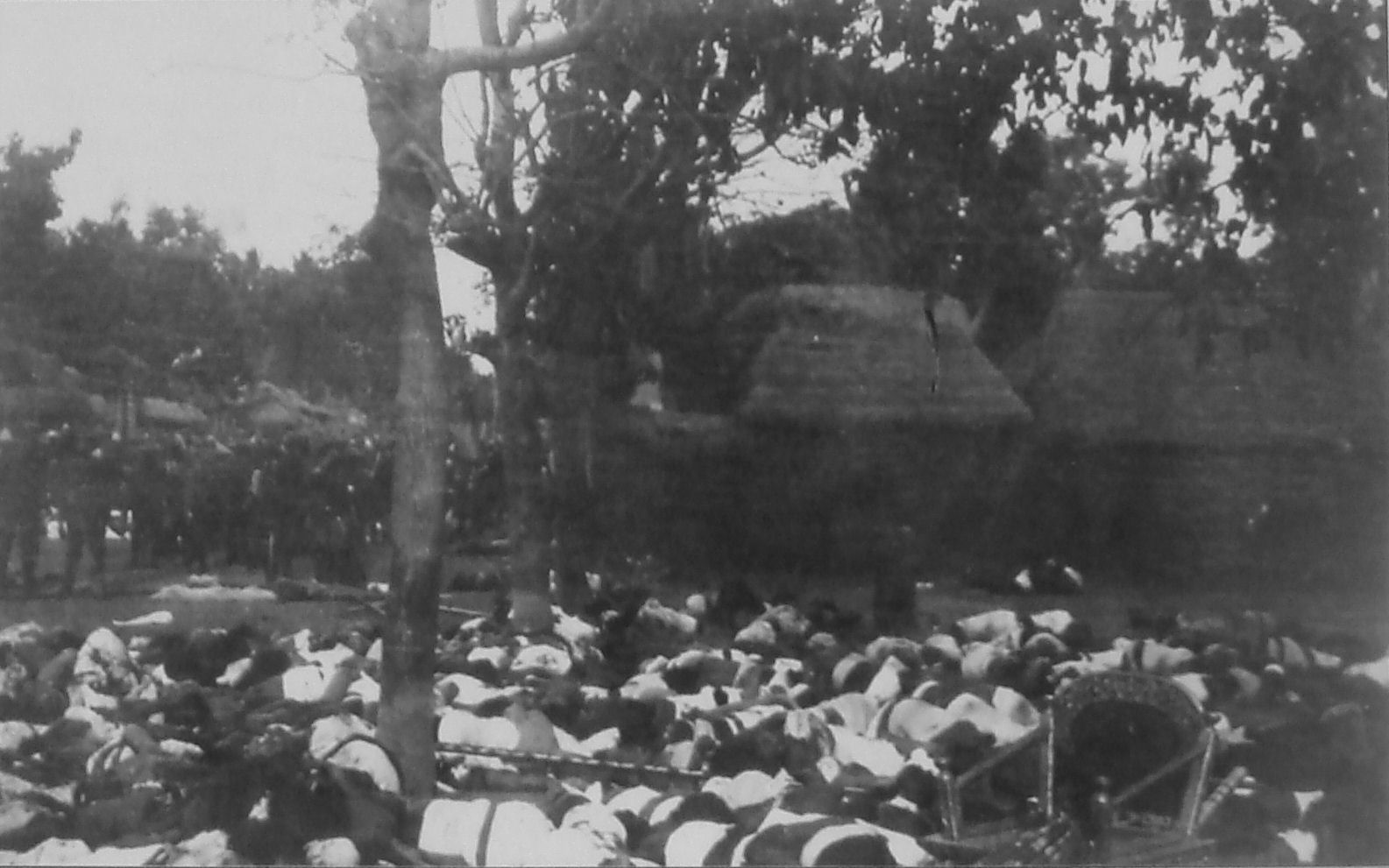
Corps des Balinais morts dans le puputan lors de l'Intervention néerlandaise à Bali en 1906 (en) contre le royaume de Badung (Denpasar).

### Seconde Guerre mondiale et indépendance indonésienne
Comme le reste des Indes néerlandaises, Bali est occupée par les forces japonaises  durant la Seconde Guerre mondiale, de 1942 à 1945. L'empire du Japon occupe les pays d'Asie de l'Est et du Sud-Est avec l'objectif déclaré de former une sphère de coprospérité de la grande Asie orientale qui les libérerait de la domination occidentale. De futurs dirigeants comme Soekarno sont mis en avant par les Japonais. Soekarno a alors lancé cette phrase fameuse : « Le Seigneur soit loué, Dieu m'a montré la voie : oui, l'Indonésie indépendante ne peut être achevée qu'avec Dai Nippon... Pour la première fois de ma vie, j'ai vu moi-même dans le miroir de l'Asie. ». L'absence de changements institutionnels par rapport à l'époque de la domination néerlandaise, malgré la dureté des réquisitions de guerre, rend l'occupation japonaise moins dure que l'occupation néerlandaise. Plus que jamais, l'indépendance est fortement désirée.
Après la capitulation japonaise dans le Pacifique en août 1945, les Balinais renversent les Japonais. La proclamation de l'indépendance de l'Indonésie en 1945 par Soekarno et Hatta est suivie d'un retour des Néerlandais, qui, voulant récupérer leur colonie, retournent en Indonésie en 1946 et réinstallent leur administration coloniale d'avant-guerre jusqu'à Bali. Un Balinais de 29 ans, le colonel Ngurah Rai, chargé d'organiser la défense à Bali, forme une « armée de libération » locale. Il rallie ses forces dans l'Est de Bali à Marga, où ils sont encerclés par une troupe néerlandaise lourdement armée dans le desa (village) de Marga près de Tabanan. Devant la résistance des hommes de Rai, les Hollandais font venir des bombardiers de Makassar (Sulawesi du Sud). Le 20 novembre 1946, à la bataille de Marga, dans la tradition balinaise, Rai et ses derniers hommes lancent un puputan (combat à mort). le bataillon balinais est entièrement anéanti. Le nom de Ngurah Rai a été donné à l'aéroport international de Denpasar en hommage à son combat.
En 1946, les Néerlandais font de Bali l'un des treize districts administratifs de leur nouvel État de l'Indonésie orientale, présidé et gouverné depuis sa capitale Denpasar par deux aristocrates balinais, Tjokorda Gde Raka Soekawati (en) et Ide Anak Agung Gde Agung, et un état rival de la république d'Indonésie proclamée et dirigée par Soekarno et Hatta.
Bali fait partie de la république des États-Unis d'Indonésie lorsque les Pays-Bas reconnaissent, à l'issue de la Revolusi, l'indépendance indonésienne le 29 décembre 1949, puis de la république d'Indonésie depuis le 17 août 1950.

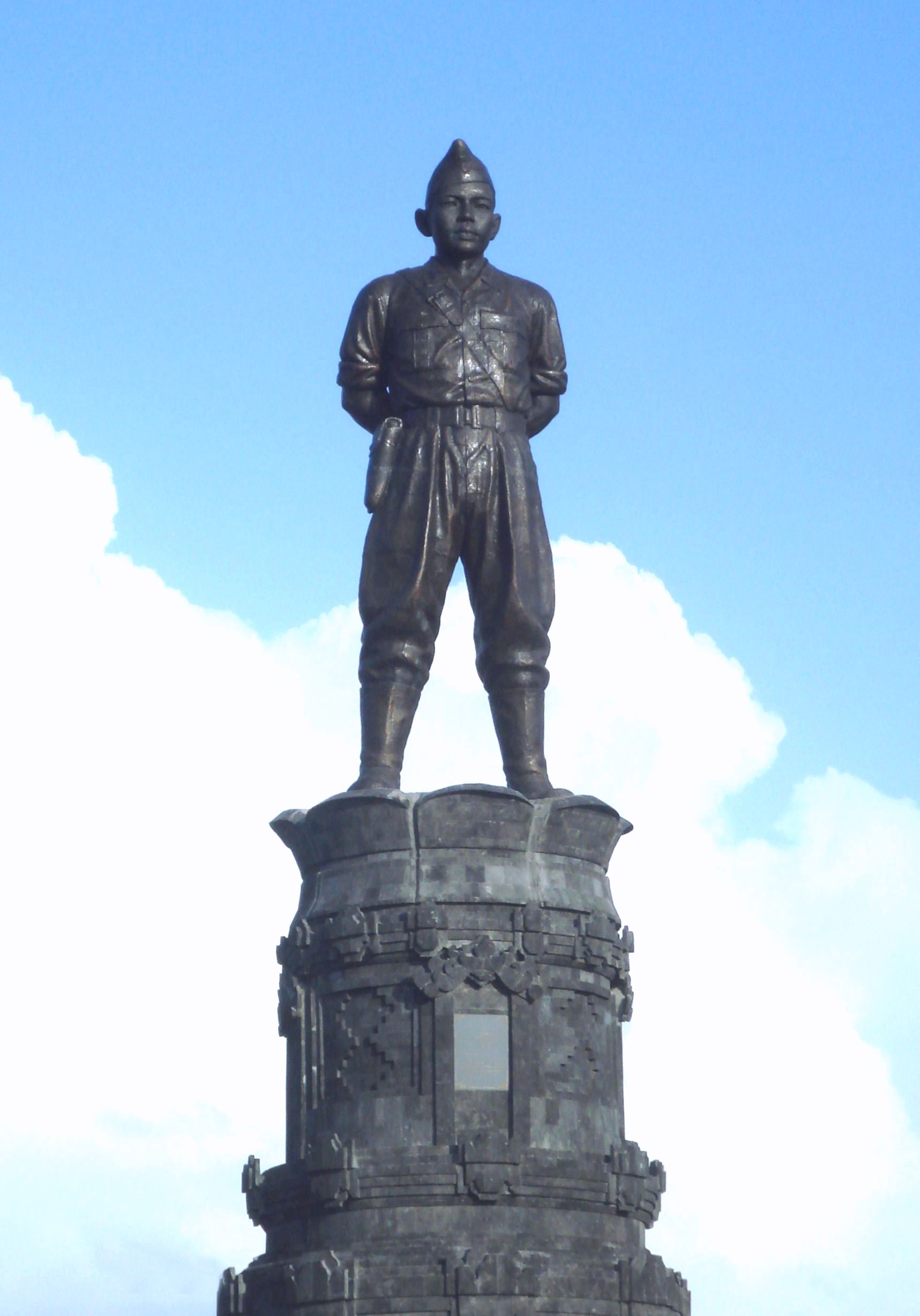
Statue du colonel balinais Ngurah Rai mort au combat contre les Néerlandais pour l'indépendance de l'Indonésie (Denpasar).
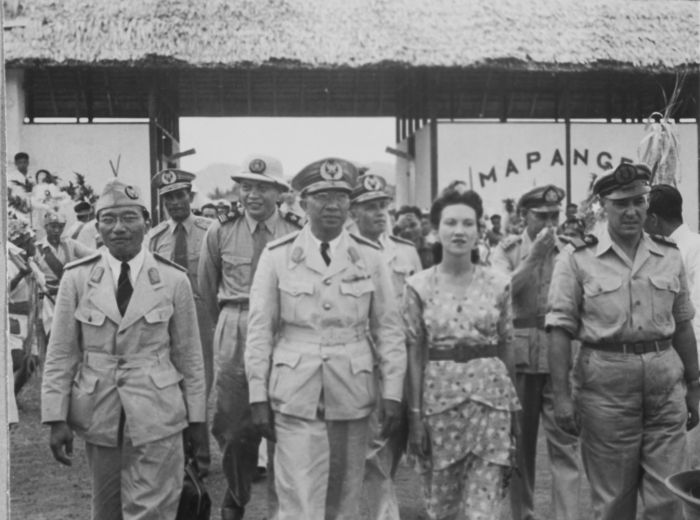
Tjokorda Gde Raka Soekawati (en), souverain balinais et président de 1946 à 1949 de l'État de l'Indonésie orientale installé à Denpasar.

### Depuis l'indépendance
L'éruption de l'Agung en 1963 fait des milliers de victimes, ravage l'économie et force de nombreux Balinais à se déplacer (transmigrasi) dans d'autres parties de l'Indonésie. Reflétant l'élargissement des divisions sociales dans l'Indonésie des années 1950 et du début des années 1960, Bali connaît des conflits entre les partisans du système de castes et ceux rejetant ces valeurs traditionnelles. Politiquement, ces conflits opposent les sympathisants du Parti communiste indonésien (PKI) et ceux du Parti national indonésien (PNI), avec des tensions et des ressentiments encore accrus par le programme de réforme agraire du PKI.
Bali est de nouveau le théâtre de violences en 1965-1966 à la suite d'un "Mouvement du 30 septembre 1965 en Indonésie" à Jakarta, réprimé par des éléments de l'armée de terre indonésienne dirigées par le général Soeharto. L'armée encadre une violente purge anti-communiste, le PKI ayant été accusé par celle-ci d'avoir fomenté le coup d'État. La plupart des estimations indiquent qu'entre 500 000 et un million de  personnes sont massacrées dont 80 000 à Bali, ce qui équivaut à 5 % de la population de l'île. Alors qu'à Java, les massacres sont exécutés par la milice de l'organisation musulmane Nahdlatul Ulama et dans le Sumatra du Nord, par des groupes de malfrats, ce sont les propriétaires terriens des castes supérieures à la tête du PNI qui dirigent l'extermination des membres du PKI,. Les bouleversements de 1965-1966 permettent à Soeharto d'évincer (en) Soekarno du gouvernement et son « Ordre nouveau » (en) rétablit les relations avec les pays occidentaux.
L'image de « paradis » de la Bali d'avant-guerre est relancée sous une forme moderne et la croissance du tourisme qui en résulte procure aux Balinais une augmentation spectaculaire de leur niveau de vie et au pays des échanges extérieurs significatifs,. Au lieu de détruire la culture balinaise « le tourisme a contribué à renforcer le sentiment de l'identité balinaise et donné aux acteurs balinais de la société indonésienne les moyens de soutenir l'idée de l'unicité de leur île. ».
En 1999, environ 30 000 chambres d'hôtel sont mises à la disposition des touristes. En 2004, l'île reçoit plus d'un million de visiteurs contre les 500 000 « planifiés », conduisant à un sur-développement et à une détérioration environnementale : « Le résultat a été la pollution et l'érosion des plages, des pénuries d'eau et une détérioration du niveau de vie de la plupart des Balinais »,. Des troubles politiques affectent également l'île comme les attentats de 2002 par des militants islamistes dans la zone touristique de Kuta, tuant 202 personnes, principalement des étrangers. Cette attaque et celle de 2005 (en) affectent sévèrement le tourisme, créant nombre de difficultés économiques dans l'île.
Adrian Vickers, spécialiste de l'Asie du Sud-Est à l'université de Sydney, écrivait en 2004 : « le défi du XXIe siècle sera de restaurer le tourisme tout en rendant Bali vivable ». Le tourisme a fortement repris, avec, dans le premier quart de 2008 une augmentation de 28 % et 446 000 arrivées. Fin 2008, le flux touristique était complètement rétabli, avec plus de deux millions de visiteurs, mais la viabilité à long terme de Bali en proie au sur-développement et aux embouteillages demeure un problème.

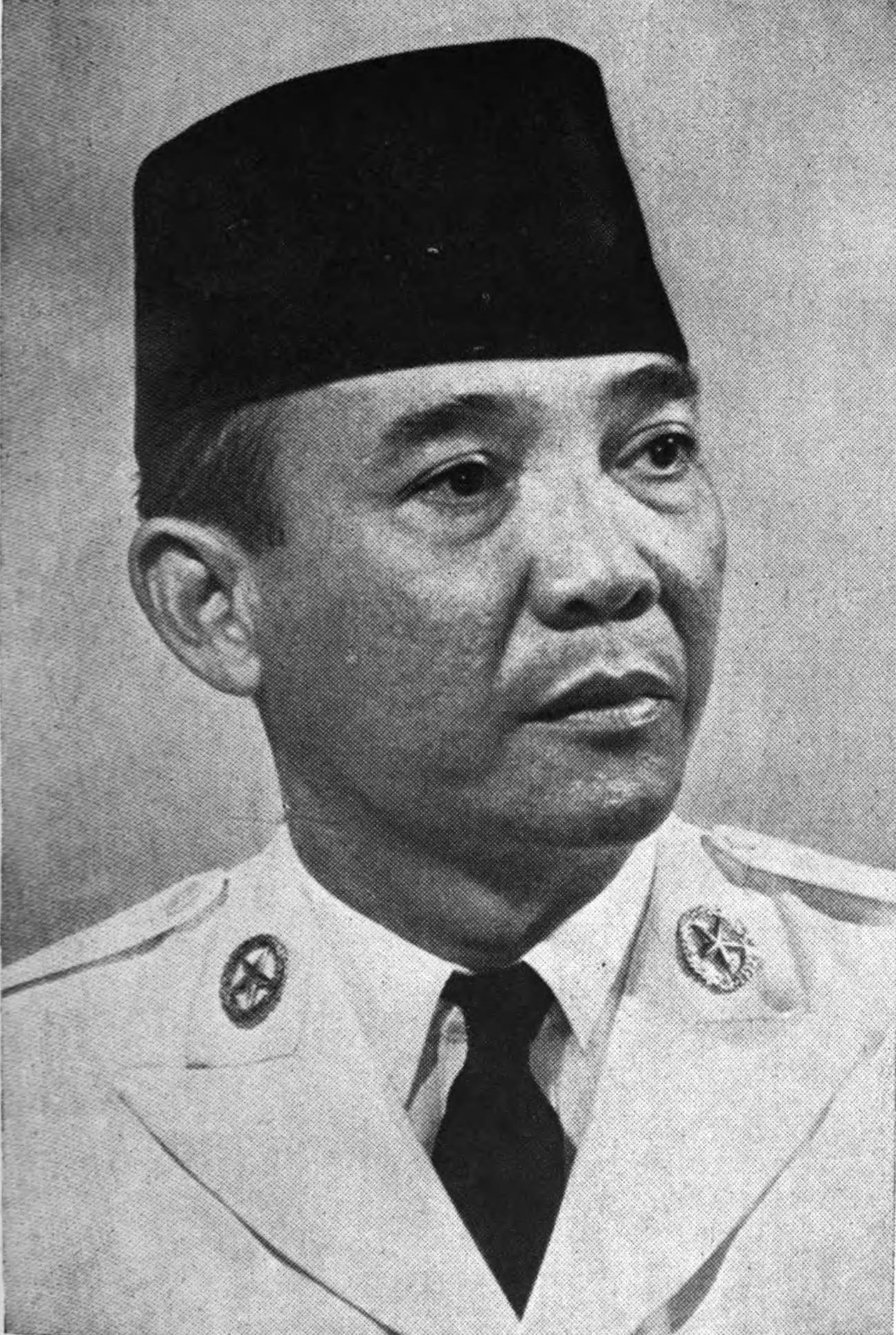
Soekarno, président d'Indonésie (1945-1968), était balinais par sa mère[61].
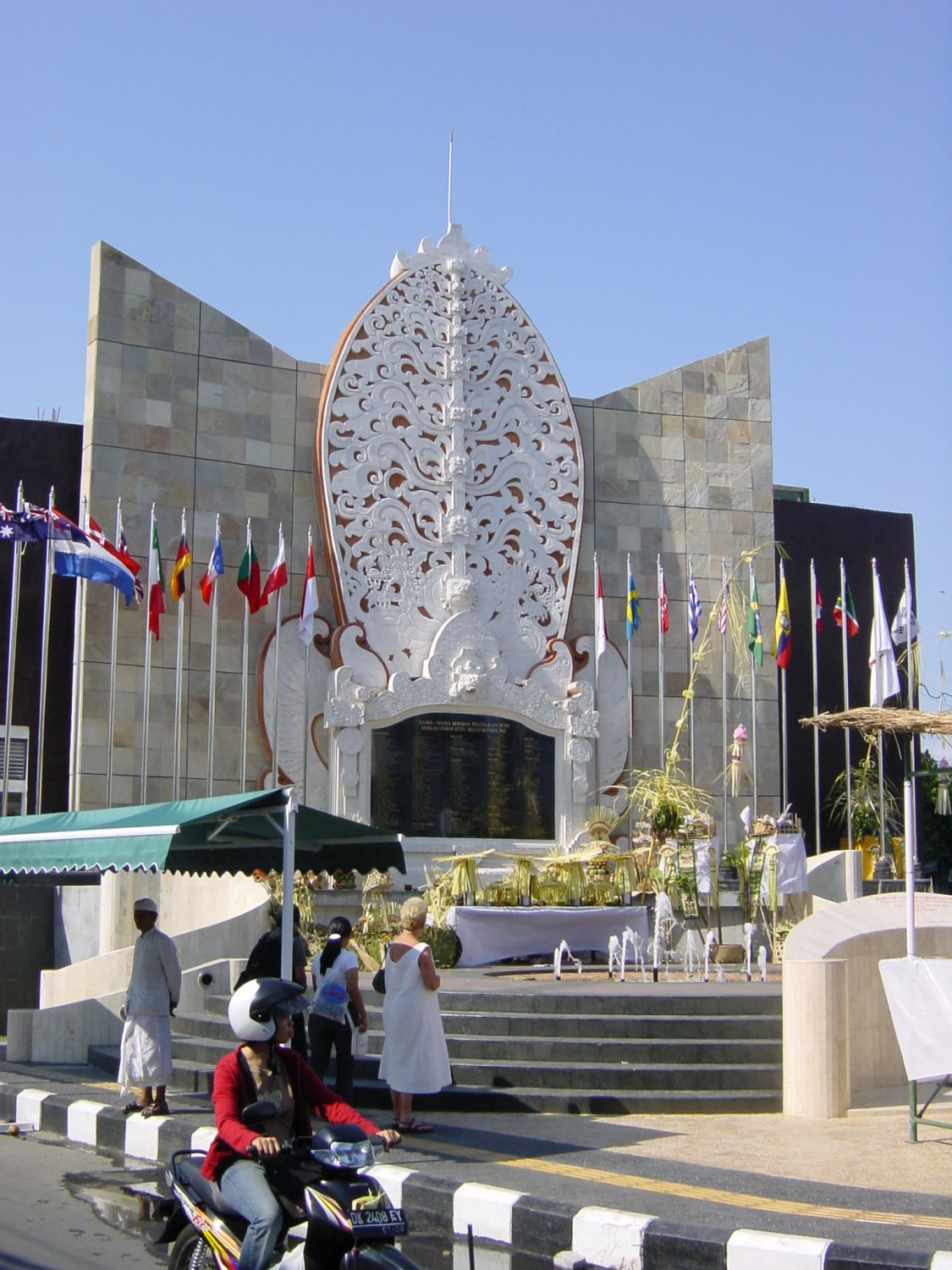
Monument commémoratif des attentats de Bali en 2002 à Kuta.